# Jürgen Habermas

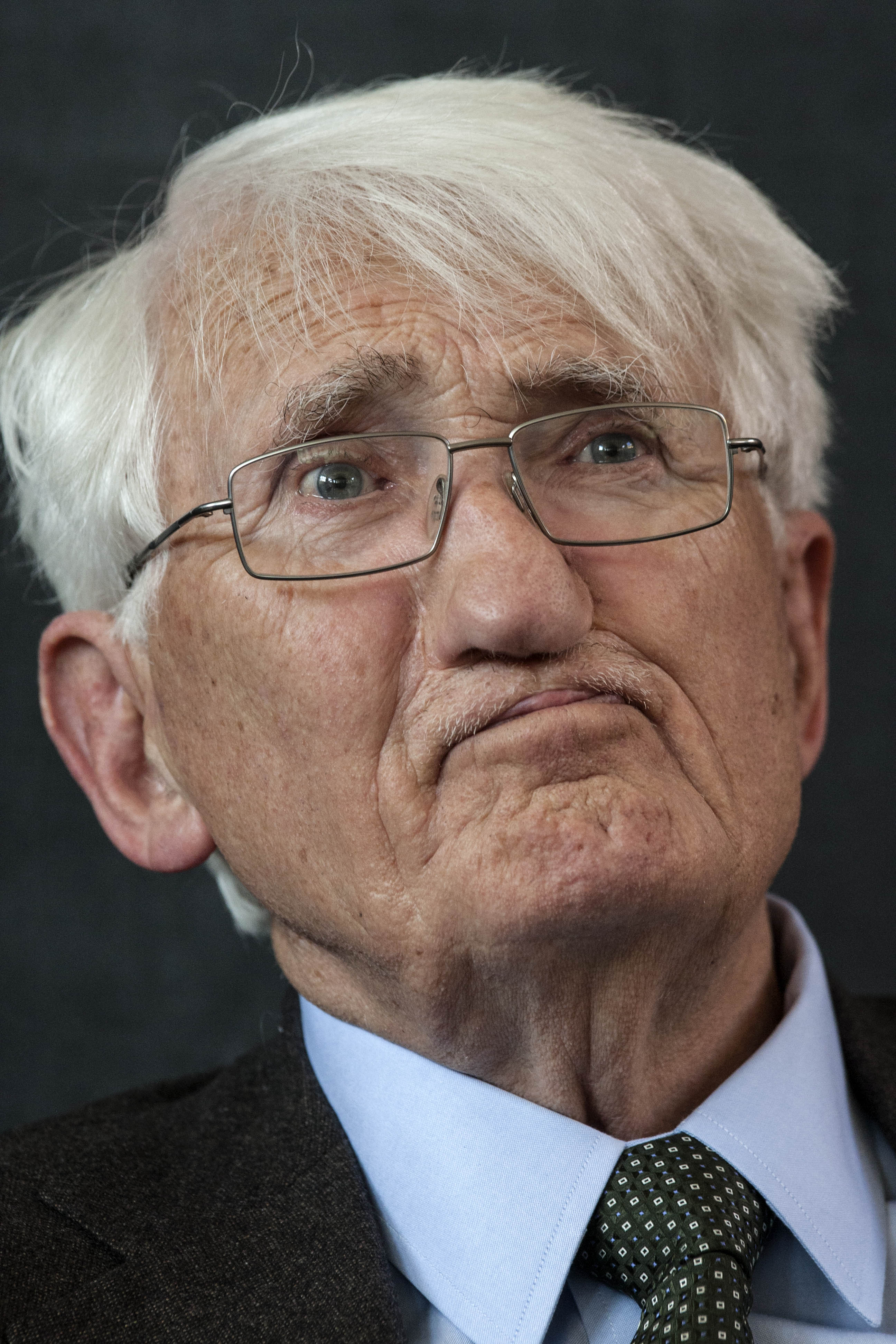
Jürgen Habermas (2014)

Jürgen Habermas (* 18. Juni 1929 in Düsseldorf) ist ein deutscher Philosoph und Soziologe. Er zählt zur zweiten Generation der Frankfurter Schule und war zuletzt Professor für Philosophie an der Universität Frankfurt am Main. Habermas ist einer der weltweit meistrezipierten Philosophen und Soziologen der Gegenwart.
In der akademischen Fachwelt wurde er durch Arbeiten zur Sozialphilosophie mit diskurs-, handlungs- und rationalitätstheoretischen Beiträgen bekannt, mit denen er die Kritische Theorie auf einer neuen Basis weiterführte. Für Habermas bilden kommunikative Interaktionen, in denen rationale Geltungsgründe erhoben und anerkannt werden, die Grundlage für die Handlungskoordinierung vergesellschafteter Individuen, deren Handlungsräume durch den Dualismus von System und Lebenswelt bestimmt werden. Neben den fachspezifischen Diskursen engagierte sich Habermas öffentlich in aktuellen politischen Debatten über die Eugenik, die Religion, die Verfassung Europas, die Rolle der Grundrechte im Ausnahmezustand der staatlichen Pandemiemaßnahmen sowie das deutsche Regierungshandeln in Bezug auf Waffenlieferungen ins ukrainische Kriegsgebiet.

## Leben

### Kindheit, Studium und Ehe
Jürgen Habermas wurde in Düsseldorf geboren als Sohn des Handelskammer- und Verbandssyndikus' Ernst Habermas und seiner Frau Grete, geb. Köttgen. Er hatte einen älteren Bruder, den Juristen Hans-Joachim Habermas (1925–2019). Er wuchs in Gummersbach auf, wo sein Vater Geschäftsführer der dortigen Geschäftsstelle der Industrie- und Handelskammer zu Köln war. Sein Großvater war der Theologe Friedrich Habermas, der zuletzt das Lehrerseminar in Gummersbach leitete. Das politische Klima in seinem Elternhaus beschreibt er als „geprägt durch eine bürgerliche Anpassung an eine politische Umgebung, mit der man sich nicht voll identifizierte, die man aber auch nicht ernsthaft kritisierte“.
Habermas wurde mit einer Gaumenspalte geboren und als Säugling daran operiert. Über die schmerzliche Beeinträchtigung durch die Nasalierung seiner Aussprache hat er in späteren Jahren offenherzig gesprochen und darin einen Anstoß für sein Lebensthema, die sprachliche Kommunikation, erkannt.
Habermas’ Vater war Mitglied der NSDAP seit 1933 und wurde nach seiner Heimkehr aus der amerikanischen Kriegsgefangenschaft als „Mitläufer“ eingestuft. Er selbst war, wie für Kinder ab 10 Jahren vorgeschrieben, Mitglied im Jungvolk, ab 1943 als Sanitäter, der andere Jungen in Erster Hilfe unterwies. Durch seine Einstufung als „Jungvolkführer“ konnte Habermas über die Altersgrenze hinaus weiter dem Jungvolk angehören und musste mit vierzehn Jahren nicht in die Hitlerjugend wechseln. Im Februar 1945 sollte er als 15-Jähriger wie schon sein älterer Bruder zur Wehrmacht eingezogen werden, während sich der Vater wieder als Freiwilliger gemeldet hatte, doch Jürgen Habermas verbarg sich so lange vor den Feldjägern, bis die US-Amerikaner die Gegend besetzten. Seine Tätigkeit im Jungvolk bildete im Jahr 2006 den Anlass zu einer heftigen Polemik. Joachim Fest hatte Habermas in seiner postum erschienenen Autobiographie als einen „dem Regime in allen Fasern seiner Existenz verbundenen HJ-Führer“ bezeichnet. Der Vorwurf, der vom Magazin Cicero veröffentlicht und von Habermas als „Denunziation“ zurückgewiesen wurde, erschien schließlich nach einer Zeugenaussage von Hans-Ulrich Wehler als haltlos.
Nach dem Abitur, das Habermas Ostern 1949 am Gymnasium Moltkestraße in Gummersbach absolvierte, studierte Habermas zwischen 1949 und 1954 an den Universitäten Göttingen (1949/50), Zürich (1950/51) und Bonn (1951–1954). Er befasste sich mit Philosophie, Geschichte, Psychologie, deutscher Literatur und Ökonomie. Zu seinen Lehrern gehörten neben Erich Rothacker und Oskar Becker, die Habermas als seine wichtigsten Mentoren bezeichnete, Nicolai Hartmann, Wilhelm Keller, Theodor Litt, Johannes Thyssen und Hermann Wein.
Im Wintersemester 1950/51 begegnete Habermas erstmals Karl-Otto Apel, dessen „engagiertes Denken“ und Interesse für den amerikanischen Pragmatismus für seine weitere philosophische Entwicklung von großer Bedeutung wurde.
Habermas erregte 1953 erstmals öffentliches Aufsehen, als er in der Frankfurter Allgemeinen Zeitung eine Rezension zu Heideggers „Einführung in die Metaphysik“ verfasste, einer Vorlesung mit gleichem Titel im Sommersemester 1935, die 1953 erstmals im Druck erschienen war. Heidegger hatte für den Druck das Wort von der „innere[n] Wahrheit und Größe“ der nationalsozialistischen Bewegung nicht gestrichen, was Habermas als Teil der „fortgesetzten Rehabilitation“ des Nationalsozialismus durch „die Masse, voran die Verantwortlichen von einst und jetzt“, scharf verurteilte. Zumal sich das inkriminierte Wort aus dem Zusammenhang der Vorlesung ergebe und „da diese Sätze 1953 ohne Anmerkung erstmals veröffentlicht wurden“, dürfte unterstellt werden, „dass sie unverändert Heideggers heutige Auffassung wiedergeben“.
Im Februar 1954 wurde Habermas in Bonn mit seiner Arbeit Das Absolute und die Geschichte. Von der Zwiespältigkeit in Schellings Denken bei Rothacker und Becker promoviert. Danach schrieb er als freier Journalist für die Frankfurter Allgemeine Zeitung, den Merkur, die Frankfurter Hefte und das Düsseldorfer Handelsblatt. Bereits als Student hatte er begonnen, Artikel für Zeitungen und Zeitschriften zu schreiben. Von 1952 bis 1956, als er eine Assistentenstelle in Frankfurt antrat, belief sich die Anzahl der geschriebenen und zum größten Teil veröffentlichten Artikel auf über 70.
1955 heiratete er Ute Wesselhoeft (1930–2025). Das Ehepaar hat drei Kinder. Der Sohn Tilmann Habermas (* 1956) ist Psychologe, Psychoanalytiker und Hochschullehrer, die Tochter Rebekka Habermas (1959–2023) war Historikerin und Hochschullehrerin und die Tochter Judith Habermas (* 1967) ist ebenfalls Historikerin.

### Assistent in Frankfurt, Habilitation und Außerordentlicher Professor

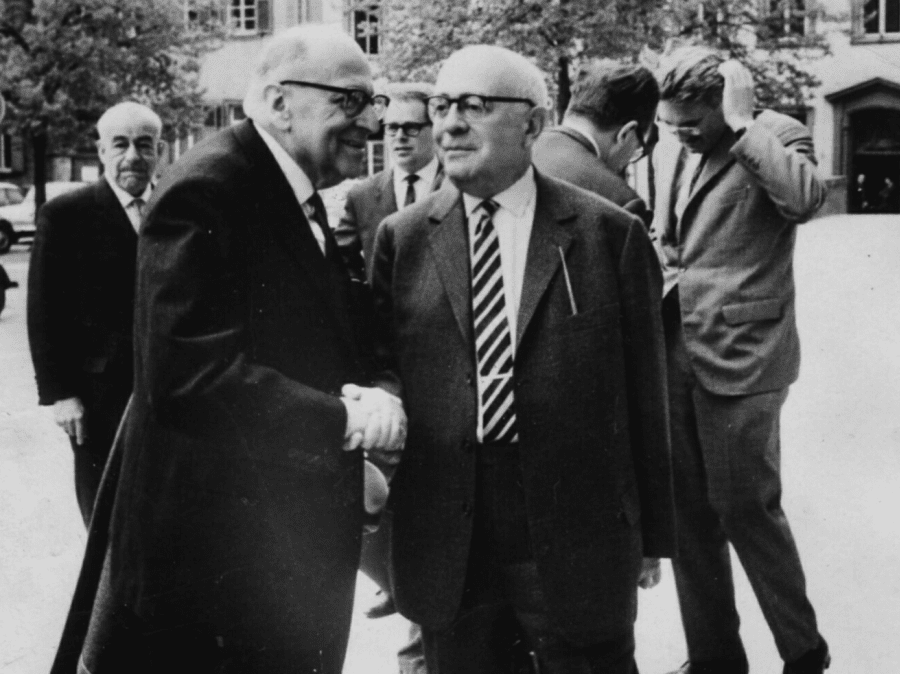
Max Horkheimer (vorne links), Theodor W. Adorno (vorne rechts) und Jürgen Habermas (im Hintergrund rechts), Siegfried Landshut (im Hintergrund links) im Jahr 1964 in Heidelberg

Ein Stipendium brachte Habermas 1956 nach Frankfurt an das Institut für Sozialforschung. In der Zeit als Forschungsassistent bei Max Horkheimer und Theodor W. Adorno machte er sich mit den (zum Teil unter Verschluss gehaltenen) Schriften seiner beiden Direktoren und anderer Vertreter der Kritischen Theorie aus der Vorkriegszeit vertraut. In besonderem Maße wurde er von Herbert Marcuse beeinflusst, dem er erstmals 1956 begegnete. Unter dessen Einfluss orientierte sich seine Auffassung vom Marxismus am Denken von Freud und dem jungen Marx. Sein politisches Engagement in der Bewegung „Kampf dem Atomtod“ und seine als radikaldemokratisch rezipierte Einleitung zu der Instituts-Studie „Student und Politik“ lösten bei Horkheimer heftige Reaktionen aus, gegen die ihn Adorno zu verteidigen suchte. Der absehbare Konflikt um seine anstehende Habilitationsschrift bewog ihn zum Wechsel nach Marburg. Dank eines Habilitationsstipendiums der DFG konnte er sich 1961 in Marburg bei Wolfgang Abendroth mit der vielbeachteten Schrift Strukturwandel der Öffentlichkeit. Untersuchungen zu einer Kategorie der bürgerlichen Gesellschaft habilitieren.
Bereits 1961, noch vor Abschluss seines Habilitationsverfahrens, wurde Habermas nach Vermittlung von Hans-Georg Gadamer, der in Heidelberg lehrte, außerordentlicher Professor an der Universität Heidelberg, wo er bis 1964 blieb. Der Kontakt mit Gadamer hatte die Auseinandersetzung mit dessen Hermeneutik zur Folge. Zugleich beschäftigte sich Habermas mit der Analytischen Philosophie – vor allem der Spätphilosophie Wittgensteins – und dem amerikanischen Pragmatismus, besonders Charles Sanders Peirce, George Herbert Mead und John Dewey. In den Jahren 1963–1965 beteiligte sich Habermas am Positivismusstreit in der deutschen Soziologie, der ihn zu einer folgenreichen Abhandlung über den erkenntnistheoretischen Status der Sozialwissenschaften motivierte. In dieser Auseinandersetzung entstanden diverse Aufsätze und eine seiner einflussreichsten Arbeiten, Erkenntnis und Interesse (1968).

### Professor für Philosophie und Soziologie
Im Jahr 1964 wurde Habermas auf Horkheimers Lehrstuhl für Philosophie und Soziologie an der Universität Frankfurt berufen. Für seine Antrittsvorlesung vom 28. Juni 1965 „Erkenntnis und Interesse“ wählte er Horkheimers Aufsatz „Traditionelle und kritische Theorie“ (1937 in der Zeitschrift für Sozialforschung erschienen) als Anknüpfungspunkt. Diese wissenschaftstheoretische Argumentation entwickelte Habermas in dem – mit der Vorlesung gleichnamigen – Buch Erkenntnis und Interesse (1968) weiter. Er führte den Begriff des „erkenntnisleitenden Interesses“ ein, um Unterschiede in wissenschaftlichen Methoden und Theorien zu erklären. Gemeint ist damit keineswegs, wie häufig unterstellt, eine durch partikulare Gruppen- oder Klassen-Interessen gefärbte Erkenntnis. Vielmehr seien der menschlichen Gattung drei grundlegende Interessen eigen, die mit unterschiedlichen Methoden und Theorien verknüpft seien: das Interesse an technischer Verfügung über objektive Prozesse (empirisch-analytische Wissenschaften), das Interesse an lebenspraktischer Verständigung in der Kommunikationsgemeinschaft (Hermeneutik) und das Interesse an der Emanzipation von naturwüchsigem Zwang (sozialwissenschaftliche Ideologiekritik und Psychoanalyse).
Die ihm angebotene Leitung des Instituts für Sozialforschung lehnte er ab; stattdessen übernahm er mit Ludwig von Friedeburg die Leitung des „Seminars für Soziologie“, eine auf die Lehre beschränkte Dependance des Instituts. Seine Vorlesungen und Seminare bot er jeweils für Soziologen und Philosophen an.
Während der in Frankfurt erlebten Studentenrevolte spielte er eine exponierte Rolle. Bereits in den 1950er Jahren war Habermas für demokratische Reformen des Bildungswesens und der Hochschulen eingetreten und wurde als Vertreter der „Linken“ zu einem geistigen Anreger der Studentenbewegung 1967/68. Mit Rudi Dutschke u. a. nahm er in Hannover am Kongress „Bedingungen und Organisation des Widerstands“ teil. Zur Konfrontation zwischen Habermas und radikalen Studenten kam es aufgrund unterschiedlicher Einschätzungen der gesellschaftspolitischen Situation. Wähnten sich der SDS und seine Anhänger in einer (vor-)revolutionären Situation, warnte Habermas vor der „verhängnisvollen Strategie“, die „Polarisierung der Kräfte um jeden Preis“ zu suchen und sprach von der „Scheinrevolution und ihren Kindern“. Schon Ende der 1960er Jahre hatte er die Position der sogenannten „verfassungsloyalen“ Linken entscheidend mitgeprägt. Nun ging er zunehmend auf Distanz zu den radikalen Studentengruppen um Rudi Dutschke, denen er einen rhetorisch leichtfertigen Umgang mit der Gewalt vorhielt, mit der Gefahr eines linken Faschismus, eine Wortwahl, die er später bedauerte.

### Ko-Direktor des Starnberger Max-Planck-Instituts
Er wechselte 1971 nach Starnberg bei München, wo er bis 1981 gemeinsam mit Carl Friedrich von Weizsäcker das Max-Planck-Institut zur Erforschung der Lebensbedingungen der wissenschaftlich-technischen Welt leitete. Seinen Weggang von Frankfurt kommentierte er in einem Brief an Herbert Marcuse: „Irgendwie ist es ein ‚symbolischer Akt‘, der zum Ende der Frankfurter Schule gehört.“
Im Jahr seines Wechsels fand die Debatte mit Niklas Luhmann über dessen Systemtheorie statt (siehe dazu den entsprechenden Abschnitt im Artikel über Niklas Luhmann). 1973 wurde Habermas der Hegel-Preis der Stadt Stuttgart, 1976 der Sigmund-Freud-Preis für wissenschaftliche Prosa verliehen.
Seine Arbeit als Forschungsdirektor am Starnberger Institut nahm er mit 15 Sozialwissenschaftlern auf, unter ihnen Claus Offe, Klaus Eder, Rainer Döbert und Volker Ronge. Zunächst war sie thematisch auf Krisenerscheinungen im hochentwickelten Kapitalismus konzentriert. Drei Arbeitsgruppen wurden gebildet, die sich mit Krisenphänomenen befassten. Mit dem 1973 veröffentlichten Band Legitimationsprobleme im Spätkapitalismus, der den programmatischen Bezugsrahmen lieferte, führte Habermas erste Diskussions- und Arbeitsergebnisse, zum Teil auf der Grundlage hausinterner Arbeitspapiere, zusammen. Seine Hauptarbeit widmete er indessen seinem Theorieprojekt über das kommunikative Handeln.
Im sogenannten „Deutschen Herbst“ 1977 nahm Habermas verstärkt zu tagespolitischen Streitpunkten Stellung. So wandte er sich gegen die Ausweitung des „Radikalenerlasses“ von 1972 und setzte sich mit der Theorie des Neokonservatismus und seiner Kritik an der Moderne auseinander.
1980 erhielt er den Theodor-W.-Adorno-Preis. 1981 veröffentlichte er sein Hauptwerk Theorie des kommunikativen Handelns, in dem er sich unter anderem auf George Herbert Mead, Max Weber, Émile Durkheim, Talcott Parsons, Georg Lukács und Theodor W. Adorno bezog.
Im selben Jahr trat er als Direktor des Max-Planck-Instituts zurück. Seine Absicht, nach Weizsäckers Ausscheiden den zukünftigen Schwerpunkt des Instituts ganz auf die Sozialwissenschaften zu legen, war an Dahrendorfs überraschender Absage gescheitert, als weiterer Direktor in das umgestaltete Institut einzutreten, und an der arbeitsrechtlich untermauerten Forderung der ehemaligen Mitarbeiter Weizsäckers aus der Ökonomie-Arbeitsgruppe, in das neu zu schaffende Institut übernommen zu werden.

### Professor für Philosophie
Nach der Teilschließung des Max-Planck-Instituts zur Erforschung der Lebensbedingungen der wissenschaftlich-technischen Welt kehrte er nach Frankfurt zurück, wo er von 1983 bis zu seiner Emeritierung im Jahre 1994 einen Lehrstuhl für Philosophie mit dem Schwerpunkt Sozial- und Geschichtsphilosophie übernahm. Mitte der 1980er Jahre widmete sich Habermas im Rahmen eines von der Leibniz-Gemeinschaft und der DFG finanzierten fünfjährigen Forschungsprojekts rechtstheoretischen Fragestellungen und entwickelte in Faktizität und Geltung (1992) seine eigene Rechtsphilosophie und Theorie einer „deliberativen Demokratie“.
Im Jahr 1986 wandte sich Habermas in dem Artikel Die apologetischen Tendenzen in der deutschen Zeitgeschichtsschreibung gegen die – von ihm als revisionistisch bezeichnete – Argumentation einer Gruppe von Historikern (vornehmlich Ernst Nolte neben Michael Stürmer, Andreas Hillgruber und Klaus Hildebrand), den Nationalsozialismus mit dem Stalinismus auf einer Ebene zu vergleichen bzw. diesen als Vorläufer und Vorbild für jenen darzustellen. Der Beitrag stieß auf heftige Reaktionen und löste in der Folge den polemisch ausgetragenen Historikerstreit aus. An der deutschen Wiedervereinigung (1990) kritisierte Habermas den Charakter eines „auf wirtschaftliche Imperative zugeschnittenen Verwaltungsvorgangs“ ohne „eigene demokratische Dynamik“.
Die Grundgesetzänderung zur Einschränkung des Asylrechts gegen Ende 1992 begriff er als Ausdruck einer „Mentalität des Wohlfahrtschauvinismus“. Er protestierte dagegen in den Printmedien und in persona als einer der 350.000 Demonstranten am 8. November 1992 in Berlin.

### Nach der Emeritierung

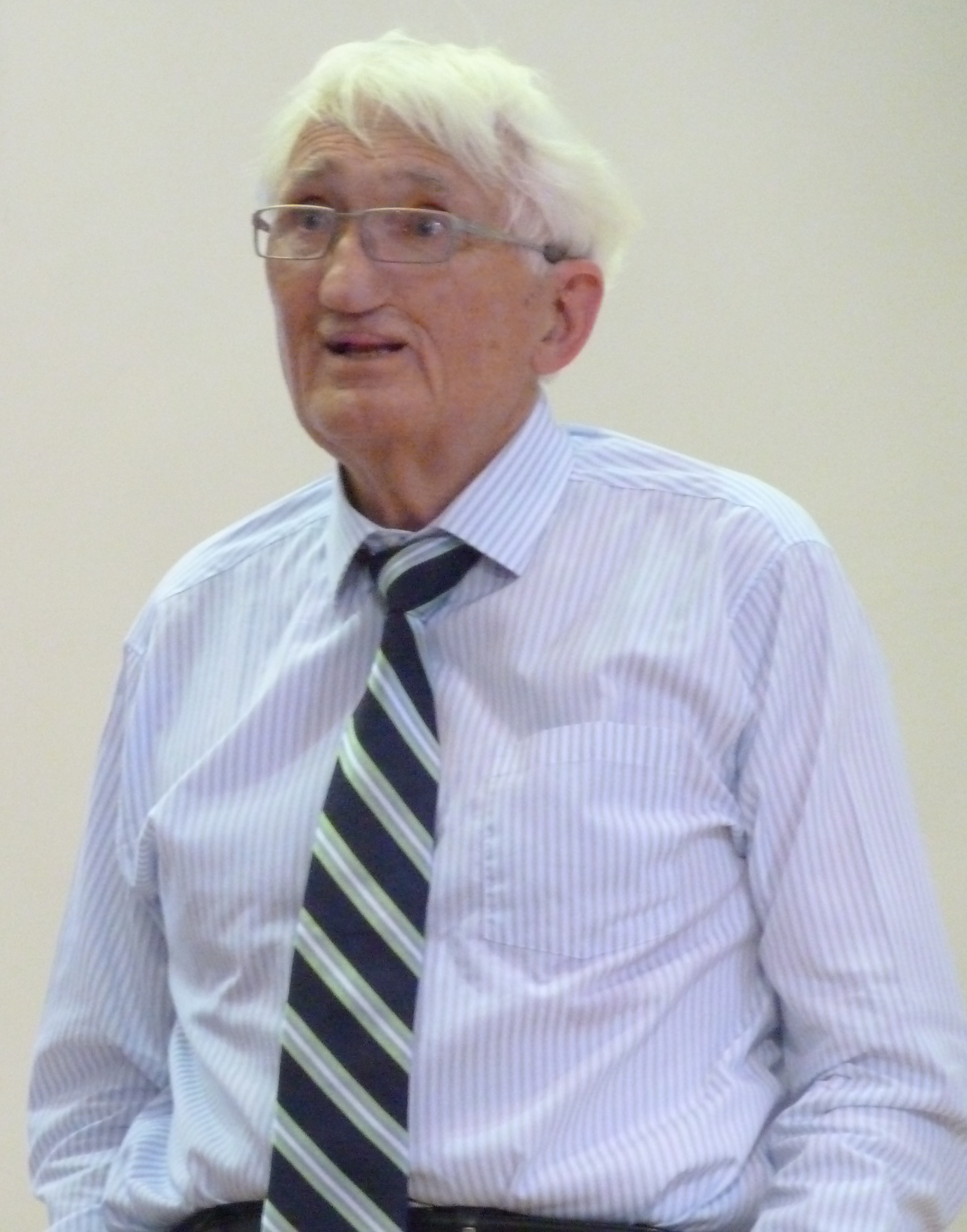
Habermas 2011 an der Humboldt-Universität zu Berlin

Auch nach seiner Emeritierung 1994 meldete sich Habermas immer wieder publizistisch zu Wort. Im März 1999 bezog er in der Wochenzeitung Die Zeit abwägend für den NATO-Einsatz im Kosovokrieg Stellung. Die im selben Jahr durch Peter Sloterdijks Rede Regeln für den Menschenpark ausgelöste Kontroverse um das Thema der Eugenik veranlasste Habermas 2001 zu der Veröffentlichung Die Zukunft der menschlichen Natur. Auf dem Weg zu einer liberalen Eugenik?
In seiner Rede anlässlich der Verleihung des Kyoto-Preises, Freiheit und Determinismus (2004), setzte er sich außerdem mit der durch die aktuelle Hirnforschung aufgeworfenen Frage über die Freiheit des Menschen auseinander.
Seit 1997 ist Jürgen Habermas Mitherausgeber der politisch-wissenschaftlichen Monatszeitschrift Blätter für deutsche und internationale Politik. Am 15. September 2007 eröffnete er in Rom einen dreitägigen Kongress mit dem Titel Religion und Politik in der postsäkularen Gesellschaft. Seither hat er in Vorträgen und Diskussionen mit Theologen und Kirchenvertretern mehrfach den Stellenwert der Religion für das gesellschaftliche Wertesystem hervorgehoben, um gegenüber dem globalen Kapitalismus die „knappe Ressource Solidarität“ aufrechtzuerhalten.

Er gehört zu den Unterstützern der Charta der Digitalen Grundrechte der Europäischen Union, die Ende November 2016 veröffentlicht wurde. 

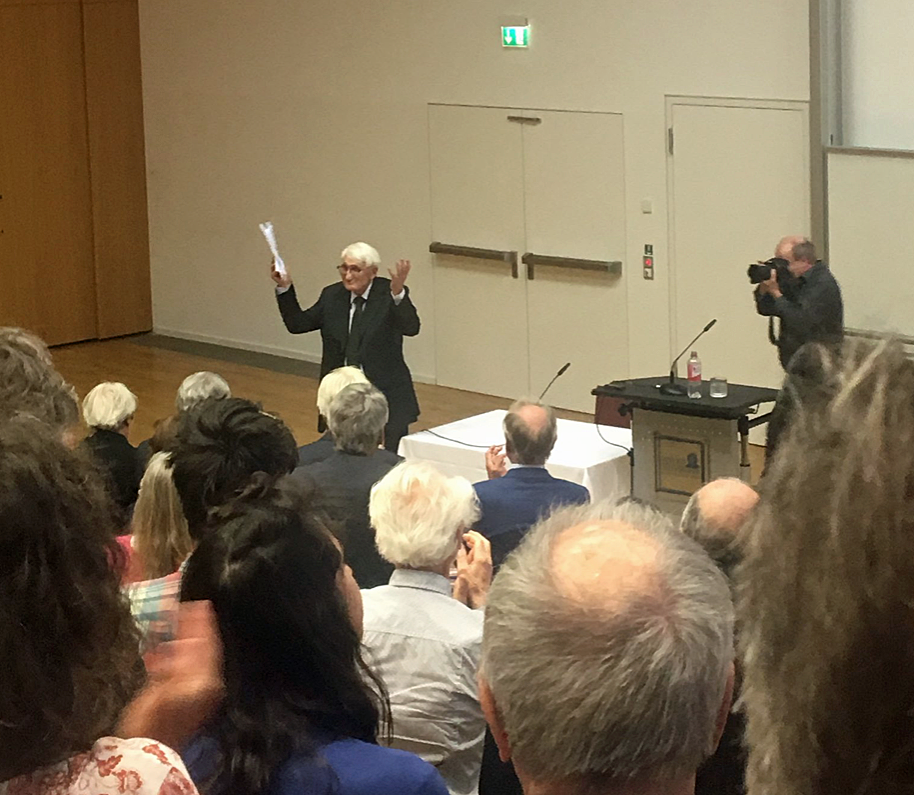
Habermas 2019 an der Goethe-Universität in Frankfurt a. M.

Er lebt seit 1994 in Starnberg (Bayern).

## Werk

### Überblick
Habermas ist der bekannteste Vertreter der nachfolgenden Generation der Kritischen Theorie mit nationaler und internationaler Reputation. Nicht zuletzt durch regelmäßige Lehrtätigkeiten an ausländischen Universitäten, vor allem in den USA, sowie aufgrund von Übersetzungen seiner wichtigsten Arbeiten in mehr als 40 Sprachen werden seine Theorien weltweit diskutiert.
Wegen der Vielfalt seiner philosophischen und sozialwissenschaftlichen Aktivitäten gilt Habermas als ein produktiver und engagierter öffentlicher Intellektueller. Vom hegelianisch-marxistischen Ursprung der Frankfurter Schule hat er sich durch die Rezeption und Integration eines breiten Spektrums neuerer Theorien gelöst. Er verband den historischen Materialismus von Karl Marx mit dem amerikanischen Pragmatismus, der Entwicklungstheorie von Jean Piaget und Lawrence Kohlberg und der Psychoanalyse von Sigmund Freud. Zudem beeinflusste er maßgeblich die deutschen Sozialwissenschaften, die Moral- und Sozialphilosophie. Meilensteine waren vor allem seine Habilitationsschrift Strukturwandel der Öffentlichkeit, seine Theorie des kommunikativen Handelns und, wiederholt inspiriert durch die diskurstheoretische Auseinandersetzung mit Karl-Otto Apel, seine Diskurstheorie der Moral und des Rechts.
Als übergeordnetes Motiv seines multidisziplinären Werks gilt ihm „die Versöhnung der mit sich selber zerfallenden Moderne“. Dazu verfolgt er die Strategie, anders als Apel generell auf Letztbegründungen zu verzichten und „die universalistischen Fragestellungen der Transzendentalphilosophie, bei gleichzeitiger Detranszendentalisierung des Vorgehens und der Beweisziele, aufzunehmen“. Habermas war an allen großen theoretischen Debatten der Bundesrepublik beteiligt und bezog zu gesellschaftspolitischen Kontroversen, wie Historikerstreit, Bioethik, deutsche Wiedervereinigung, Europäische Verfassung, Irakkrieg und zuletzt zum Russisch-Ukrainischen Krieg mit dem Engagement eines „öffentlichen Intellektuellen“ dezidiert Stellung.

### Die Anfänge

#### Gottfried Benn
Habermas‘ erste Veröffentlichung war ein Artikel im Feuilleton in der Frankfurter Allgemeinen Zeitung über Gottfried Benn, in dem er dessen Hörspiel Die Stimme hinter dem Vorhang zum Anlass nahm für eine breitere Auseinandersetzung mit aktuelleren Arbeiten Benns.

#### Heidegger und Lukács
Der junge Habermas war stark vom Denken Martin Heideggers beeinflusst. So hatte er in seiner Dissertation Das Absolute und die Geschichte (1954) die Entwicklung des Begriffs des Absoluten im Werk Schellings vor dem Hintergrund von Heideggers Sein und Zeit interpretiert. Im Mittelpunkt von Habermas’ Interesse steht dabei Schellings Werk Die Weltalter, das er als eine „wesentlich anthropologisch orientierte“ Geschichte des Seins versteht. Es nehme dabei bereits Themen der Existenzphilosophie Heideggers wie „die Not der geschichtlichen Existenz: Schmerz, Zerrissenheit, Zweifel, Anstrengung, Überwindung und Streit“ vorweg.
Einen starken Einfluss übte darüber hinaus die frühe Lektüre von Georg Lukács’ Geschichte und Klassenbewußtsein aus. Insbesondere die von Lukács darin entwickelte Theorie der Verdinglichung führte Habermas dazu, sich stärker mit dem Marxismus zu beschäftigen, ohne sich zunächst vom Denken Heideggers zu entfernen.

#### Wandel der Technik- und Marxkritik
In seinem 1954 veröffentlichten Aufsatz Die Dialektik der Rationalisierung, der bereits viele Kerngedanken seines Hauptwerks Theorie des kommunikativen Handelns (1981) enthielt, entwickelte Habermas im Anschluss an Lukács eine Theorie der kapitalistischen Rationalisierung. Er unterscheidet eine technische (der Produktion), ökonomische (der betrieblichen Organisation) und soziale Rationalisierung der Arbeit. Die Rationalisierung habe zwar die physische Belastung der Arbeiter reduziert, ihre mentale aber erhöht. Er äußert in diesem Text seine Vorbehalte gegenüber der modernen Technik und wirft Marx vor, deren negative Rolle übersehen zu haben.
Diese Kritik an Marx wiederholte Habermas in seinem Aufsatz Marx in Perspektiven (1955). Marx habe nicht begriffen, dass „die Technik selbst, und nicht erst eine bestimmte Wirtschaftsverfassung, unter der sie arbeitet, die Menschen, die arbeitenden wie die konsumierenden, mit ‚Entfremdung‘ überzieht“.
Mit dem Literaturbericht zur philosophischen Diskussion um Marx und den Marxismus (1957) begann Habermas’ Annäherung an Marx und seine Abkehr vom Denken Heideggers. Habermas schließt sich darin dem Gedanken Marx’ an, dass das Phänomen der Entfremdung keine existenzielle Dimension des Menschen darstellt, sondern als Ergebnis bestimmter sozialer Verhältnisse anzusehen ist. Sie ist „nicht Chiffre eines metaphysischen Unfalls, sondern Titel einer faktisch vorgefundenen Situation“. In seiner Abhandlung Soziologische Notizen zum Verhältnis von Arbeit und Freiheit (1958) korrigierte Habermas seine heideggerianische Sicht der Technik. Nicht mehr sie selbst, sondern ihr falscher politischer Gebrauch stellt demnach die Ursache der menschlichen Entfremdung dar.

#### Philosophische Anthropologie
1958 widersprach Habermas in Philosophische Anthropologie (Artikel für Fischer-Lexikon Philosophie) der Auffassung von der unveränderlichen Natur des Menschen. Mit Erich Rothacker, seinem Doktorvater, vertrat er die These von der geschichtlichen Dimension der menschlichen Natur: „Die Menschen leben und handeln nur in den konkreten Lebenswelten je ihrer Gesellschaft, niemals in ‚der‘ Welt.“ Der „ontologische“ Charakter der traditionellen Anthropologie birgt für Habermas die Gefahr „einer Dogmatik mit politischen Konsequenzen, die um so gefährlicher ist, wo sie mit dem Anspruch wertfreier Wissenschaft auftritt“.

#### Demokratie und Öffentlichkeit

##### Konzept einer politischen Partizipation
Im Vorwort der 1961 zusammen mit Ludwig von Friedeburg, Christoph Oehler und Friedrich Weltz erstellten Studie Student und Politik über das politische Verhalten deutscher Studenten legte Habermas erstmals seine Auffassung von Demokratie und bürgerlichem Rechtsstaat vor, die in ihren Grundzügen bis zur Publikation von Faktizität und Geltung (1992) unverändert blieb. Das Wesen der Demokratie ist für Habermas vorrangig durch den Begriff der politischen Partizipation gekennzeichnet. Diese realisiere sich, indem „mündige Bürger unter Bedingungen einer politisch fungierenden Öffentlichkeit, durch einsichtige Delegation ihres Willens und durch wirksame Kontrolle seiner Ausführung die Einrichtung ihres gesellschaftlichen Lebens selbst in die Hand nehmen“ und so „personale Autorität in rationale“ überführen. Damit sei Demokratie die politische Gesellschaftsform, die „die Freiheit der Menschen steigern und am Ende vielleicht ganz herstellen“ könnte. Sie werde erst dann wirklich „wahr“, wenn die „Selbstbestimmung der Menschheit“ wirklich geworden ist.
Diese Idee der Herrschaft des Volkes sei aber im modernen Verfassungsstaat in Vergessenheit geraten. Habermas kritisiert eine „Verlagerung des Schwergewichts vom Parlament weg auf Verwaltung und Parteien“ (KuK, S. 20 f.), womit die Öffentlichkeit auf der Strecke bleibe. Der Bürger unterstehe zwar „in fast allen Bereichen täglich“ der Verwaltung, was er jedoch nicht als erweiterte Partizipation, sondern als eine Art Fremdbestimmung erlebe, der gegenüber er eine am Eigeninteresse orientierte Haltung einnehme. Die Parteien hätten sich gegenüber dem Parlament und dem Wähler verselbständigt. Das Parlament sei zu einer Stätte geworden, „an der sich weisungsgebundene Parteibeauftragte treffen, um bereits getroffene Entscheidungen registrieren zu lassen“ (KuK, S. 28). Mit dem Verschwinden der Klassenparteien und der Entstehung der modernen „Integrationsparteien“ ist laut Habermas auch der Unterschied der Parteien untereinander verloren gegangen, während die politischen Gegensätze „formalisiert“ und so gut wie inhaltslos werden. Für den Bürger sei „juristisch der Status eines Kunden vorgesehen […], der zwar am Ende die Zeche bezahlen muss, für den im übrigen aber alles derart vorbereitet ist, dass er selber nicht nur nichts zu tun braucht, sondern auch nicht mehr viel tun kann“ (KuK, S. 49 f.).

##### Strukturwandel der Öffentlichkeit
Die zentrale Bedeutung der „Öffentlichkeit“ für den bürgerlichen Verfassungsstaat stellte Habermas in seiner Habilitationsschrift (1962) dar. Er sucht anhand historischer Beispiele zu zeigen, wie „die politische Öffentlichkeit aus der literarischen“ hervorgegangen ist. In den um die Mitte des 17. Jahrhunderts gegründeten Kaffeehäusern, Salons und Tischgesellschaften bildeten sich Kristallisationspunkte der Öffentlichkeit. Ihre Gespräche kreisten zunächst um Kunst und Literatur, erweiterten sich aber bald um ökonomische und politische Inhalte. Unter den Mitgliedern herrschte Gleichberechtigung und die Macht des Arguments.
Ab Mitte des 19. Jahrhunderts sieht Habermas (ähnlich wie Ferdinand Tönnies) den öffentlichen Diskurs zunehmend gefährdet. Ihm zufolge gerät die Publizität durch verschärften kapitalistischen Konkurrenzdruck in den Sog von partikularen Interessen. Mit Entstehung der Massenpresse und den ihr eigenen technischen und kommerziellen Gegebenheiten erfolgt eine „Refeudalisierung der Öffentlichkeit“: Die Kommunikation wird wieder eingeschränkt und dem Einfluss einzelner Großinvestoren unterworfen.
Um die kritische Funktion von Öffentlichkeit in der Gegenwart wiederherzustellen, müssen „die in der politischen Öffentlichkeit agierenden Mächte dem demokratischen Öffentlichkeitsgebot effektiv unterworfen werden“. Außerdem müsse es gelingen, die „strukturellen Interessenskonflikte nach Maßgabe eines erkennbaren Allgemeininteresses“ zu relativieren. Dies könnte erreicht werden, wenn es zum einen gelingt, eine „Gesellschaft im Überfluss beschleunigt herbeizuführen, die einen von knappen Mitteln diktierten Ausgleich der Interessen als solchen erübrigt“. Zum anderen habe „der noch unbewältigte Naturzustand zwischen den Völkern“ ein solches „Ausmaß allgemeiner Bedrohung“ angenommen, dass sich „ein allgemeines Interesse“ an der Herbeiführung eines „ewigen Friedens“ im Kant’schen Sinne ergibt.

### Theorie und Praxis
Ab Anfang der 1960er Jahre galt Habermas’ primäres Interesse dem Verhältnis von Theorie und Praxis. Er löste sich allmählich von einer am jungen Marx ausgerichteten Geschichtsphilosophie und begann, die Grundlagen seiner kritischen, auf Emanzipation bedachten Gesellschaftstheorie zu entwickeln, wobei es ihm um die Einheit von (philosophischer bzw. sozialwissenschaftlicher) Theorie und (politischer) Praxis ging.
Daneben beschäftigte ihn die Frage nach dem Status der empirischen Wissenschaften und ihrer postulierten Wertfreiheit.
Im sogenannten Positivismusstreit in der deutschen Soziologie warf Habermas Hans Albert und Karl Popper vor, einer eingeschränkten Auffassung von Rationalität – auch bezüglich der empirischen Wissenschaften – anzuhängen. Er kritisierte die Annahme, die empirischen Wissenschaften seien unabhängig von den Standards, „die diese Wissenschaften selber der Erfahrung anlegen“. Die naturwissenschaftlichen Theorien seien vielmehr Gegenstand einer Debatte, die innerhalb einer wissenschaftlichen Gemeinschaft stattfindet. Wissenschaftliche Prinzipien sind Habermas zufolge nicht einfach Ergebnis von Forschung, sondern werden durch die Gemeinschaft der Forscher in einem verständigungsorientierten Diskurs aufgestellt.
Habermas lehnt weiterhin den „instrumentellen“ Charakter der Sozialwissenschaften ab, die auf die Entwicklung von „Soziotechniken“ abzielten, mit denen wir „gesellschaftliche Prozesse wie Naturprozesse verfügbar machen können“. Eine solche Soziologie verkenne aber, dass es sich bei gesellschaftlichen Systemen nicht um „repetitive Systeme [handle], für die erfahrungswissenschaftlich triftige Aussagen möglich sind“.
Als eine Auswirkung dieses Streits entstand 1968 die Schrift Erkenntnis und Interesse. Habermas greift hierin die Fragestellung der Transzendentalphilosophie nach den Bedingungen der Möglichkeit von Erkenntnis auf, um sie mit den Mitteln der modernen Sozialwissenschaften zu beantworten. Er stellt heraus, dass es keine „objektive“ Erkenntnis gibt. Vielmehr bestimmt das jeweilige theoretische oder praktische Erkenntnisinteresse den Aspekt, unter dem die Wirklichkeit objektiviert, das heißt wissenschaftlicher Forschung und Organisation zugänglich gemacht wird. Erkenntniskritik ist daher nur noch als Gesellschaftstheorie möglich. Kurz nach Erscheinen von Erkenntnis und Interesse veröffentlichte Habermas Technik und Wissenschaft als „Ideologie“, eine Schrift, die seinen Übergang zur Kommunikationstheorie darstellt und in der – so drückt es der Soziologe Helmut Dubiel aus – „alle Elemente der entfalteten Theorie (des kommunikativen Handelns) schon keimhaft“ enthalten sind.

### Der „Linguistic Turn“
Mit dem Beginn der 1970er Jahre kam es zum „Linguistic Turn“ in der Philosophie von Jürgen Habermas. Zentrale Einflüsse gingen von der Sprachphilosophie Austins und Searles und der Grammatiktheorie Chomskys aus. Auch die Hermeneutik Gadamers und die Pragmatik Peirces spielten dabei eine wichtige Rolle. Auf dieser Basis entwickelte Habermas seine Universalpragmatik und seine Konsensustheorie der Wahrheit.

#### Universalpragmatik
Habermas’ Interesse an der Sprachphilosophie ist ein gesellschaftstheoretisches. Er geht der Frage nach, ob sich eine Gesellschaftstheorie sprachtheoretisch begründen lässt.
Der zentrale Gegenstand seiner Gesellschaftstheorie ist der Begriff „Handeln“. Handeln bestimmt er als ein „Verhalten, das durch Normen geleitet oder an Regeln orientiert ist“. Normen und Regeln haben einen Sinn, der gedeutet und verstanden werden muss. Die Angemessenheit einer solchen Deutung kann „nur mit Bezugnahme auf das Wissen des Subjekts“ selbst geprüft werden, wobei davon ausgegangen wird, dass es ein implizites Regelwissen bezüglich der Handlungs- und Sprachnormen besitzt. Aufgabe einer Gesellschaftstheorie ist es daher, die gesellschaftlichen Bedingungen dieses Regelwissens zu rekonstruieren.

##### Sprechakte
Zur Erforschung des impliziten Regelwissens verwendet Habermas die von Austin und Searle entwickelte Theorie der Sprechakte, die er gesellschaftstheoretisch umdeutet.
Sprechakte sind danach die Grundeinheiten der menschlichen Rede. Sie können in propositional ausdifferenzierte und nicht ausdifferenzierte eingeteilt werden. Erstere weisen eine „eigentümliche Doppelstruktur“ auf: sie sind zusammengesetzt aus einem „propositionalen“ Bestandteil, dem Aussageinhalt, und einem „performativen“ Bestandteil, der „Intention“ (Absicht), mit der der Aussageinhalt geäußert wird. Der performative Bestandteil der menschlichen Rede besitzt dabei eine gewisse Priorität, da er den Verwendungssinn des propositionalen Gehalts erst festlegt.
Habermas unterscheidet drei universale Typen von Sprechakten, die jeweils auf einem verschiedenen „Kommunikationsmodus“ beruhen und denen unterschiedliche Geltungsansprüche zugeordnet sind:
- Konstativa (beschreiben, berichten, erklären, voraussagen) beziehen sich auf die kognitive Ebene. Sie dienen der Darstellung eines Sachverhaltes im Orientierungssystem der äußeren Welt. Der Maßstab ihrer Geltung ist Wahrheit.
- Expressiva, auch Repräsentativa (wünschen, hoffen, eingestehen) beziehen sich auf Intentionen und Einstellungen. Sie sind Ausdruck eines Erlebens in einer subjektiven Welt. Der Maßstab ihrer Geltung ist Wahrhaftigkeit.
- Regulativa (entschuldigen, befehlen, warnen, versprechen) beziehen sich auf soziale Normen und Institutionen. Sie dienen der Herstellung eines Zustandes in der gemeinsamen Lebenswelt. Der Maßstab ihrer Geltung ist die Richtigkeit.

##### Geltungsansprüche
Mit der Durchführung von Sprechakten werden „Geltungsansprüche“ verbunden. Ihre Erfüllung muss im kommunikativen Handeln von den Sprechern unterstellt werden. Solange die Verständigung gelingt, bleiben die wechselseitigen Ansprüche unthematisiert, scheitert sie, müssen die Unterstellungen daraufhin überprüft werden, welche von ihnen unerfüllt blieben. Je nach Geltungsanspruch existieren unterschiedliche Reparaturstrategien. Habermas unterscheidet vier Arten von Geltungsansprüchen, die nicht aufeinander zurückgeführt werden können:
- Verständlichkeit: Der Sprecher unterstellt das Verständnis der gebrauchten Ausdrücke. Bei Unverständnis wird zur Explikation durch den Sprecher aufgefordert.
- Wahrheit: Bezüglich des propositionalen Gehalts der Sprechakte wird Wahrheit unterstellt. Wird diese bezweifelt, muss ein Diskurs klären, ob der Anspruch des Sprechers zu Recht besteht.
- Richtigkeit: Die Richtigkeit der Norm, die mit dem Sprechakt erfüllt wird, muss anerkannt werden. Auch dieser Geltungsanspruch ist nur diskursiv einlösbar.
- Wahrhaftigkeit: Die Sprecher unterstellen sich gegenseitig Wahrhaftigkeit (Aufrichtigkeit). Erweist sich diese Antizipation (Voraussetzung) als unhaltbar, kann der Hintergrundkonsens nicht mit dem unwahrhaften Sprecher selbst wiederhergestellt werden.

##### Ideale Sprechsituation
Die diskursive Einlösung von Geltungsansprüchen erfolgt im Konsens, der aber kein zufälliger, sondern ein begründeter sein muss, so dass „jeder andere, der in ein Gespräch mit mir eintreten könnte, demselben Gegenstand das gleiche Prädikat zusprechen würde“. Um einen solchen begründeten Konsens erzielen zu können, muss eine ideale Sprechsituation vorliegen, die durch vier Bedingungen der Chancengleichheit charakterisiert ist: Chancengleichheit aller bezüglich …
- der Verwendung kommunikativer Sprechakte, sodass sie jederzeit Diskurse eröffnen und mit Rede und Gegenrede bzw. Frage und Antwort einsetzen können;
- der Thematisierung und Kritik sämtlicher Vormeinungen, d. h., dass sie alle sprachlichen Mittel einsetzen können, um Geltungsansprüche zu erheben bzw. einzulösen;
- der Verwendung repräsentativer Sprechakte, die ihre Einstellung, Gefühle und Intentionen ausdrücken, sodass die Wahrhaftigkeit der Sprecher garantiert wird (Wahrhaftigkeitspostulat);
- der Verwendung regulativer Sprechakte, d. h. zu befehlen, sich zu widersetzen, zu erlauben, zu verbieten usw.

Eine solche ideale Sprechsituation hat nach Habermas weder den Status eines empirischen Phänomens, da jede Rede raumzeitlichen wie psychischen Einschränkungen unterworfen ist, noch ist sie ein ideales Konstrukt. Sie ist vielmehr „eine in Diskursen reziprok vorgenommene Unterstellung“, die kontrafaktisch sein kann. Soll der vernünftige Charakter der Rede nicht preisgegeben werden, so muss die ideale Sprechsituation „antizipiert“ werden, und insofern ist sie auch „operativ“ wirksam.

#### Konsensustheorie der Wahrheit
In seinem wichtigen Aufsatz Wahrheitstheorien legte Habermas 1973 eine auf diese Überlegungen aufgebaute Konsensustheorie der Wahrheit vor.
Das, „wovon wir sagen dürfen, es sei wahr oder falsch“, sind für Habermas Aussagen mit „assertorischer Kraft“, d. h. die auch behauptet werden und deren propositionaler Gehalt eine existierende Tatsache betrifft. Wahrheit ist somit „ein Geltungsanspruch, den wir mit Aussagen verbinden, indem wir sie behaupten“. Behauptungen gehören damit zur Klasse „konstativer Sprechakte“. Habermas stimmt der Redundanztheorie der Wahrheit insoweit zu, als die Aussage „p ist wahr“ der Behauptung „p“ nichts hinzufügt; allerdings liege der „pragmatische Sinn“ des Behauptens gerade in der Erhebung eines Wahrheitsanspruchs bezüglich „p“.
Über das Bestehen von Sachverhalten und damit über die Berechtigung eines Wahrheitsanspruchs entscheidet laut Habermas nicht die Evidenz von Erfahrungen, sondern der Gang von Argumentationen innerhalb eines Diskurses: „Die Idee der Wahrheit lässt sich nur mit Bezugnahme auf die diskursive Einlösung von Geltungsansprüchen entfalten“. Das Prädikat „wahr“ darf nach Habermas dann und nur dann zugesprochen werden, wenn jeder andere, der in den Diskurs eintreten könnte, demselben Gegenstand dasselbe Prädikat zusprechen würde. Der vernünftige Konsens aller ist dabei die Bedingung für die Wahrheit von Aussagen.

### Theorie des kommunikativen Handelns(TdkH)
Das 1981 erschienene zweibändige Werk Theorie des kommunikativen Handelns (TdkH) wird vielfach als Habermas‘ Hauptwerk bezeichnet. Als zeitgeschichtliches Motiv nennt er den seit Ende der 1960er Jahre für die westlichen Gesellschaften eingetretenen Zustand, „in dem das Erbe des okzidentalen Rationalismus nicht mehr unbestritten gilt“. Mit dem „Grundbegriff des kommunikativen Handelns“ erschließt Habermas drei Themenkomplexe (TdkH, Band I, S. 8)
- die Entwicklung eines „Begriffs der kommunikativen Rationalität“,
- ein „zweistufiges Konzept der Gesellschaft, das die Paradigmen Lebenswelt und System“ verknüpft,
- eine „Theorie der Moderne“.

Die Arbeit ist geprägt von langen Passagen der Auseinandersetzung mit sozial- und sprachphilosophischen sowie soziologischen Autoren. In einer „rekonstruktiven Anverwandlung“ der Theorien von Weber, Lukács, Adorno, Austin, Marx, Mead, Durkheim, Parsons und Luhmann entwickelt Habermas seine eigene Handlungs- und Gesellschaftstheorie.

#### Kommunikative Rationalität
In der Tradition der Frankfurter Schule stehend, zielt Habermas auf eine Theorie, die Gesellschaft beschreibbar und kritisierbar macht. Aber im Gegensatz zu Horkheimer und Adorno, die Rationalisierung per se als einen menschheitsgeschichtlich verhängnisvollen Prozess analysierten (siehe „Dialektik der Aufklärung“), begrenzt Habermas sein negatives Urteil auf die Einschränkung der Vernunft im Sinne „instrumenteller Rationalität“, deren Wesen in der „Verfügung“ über Subjekte und Natur liege. Dagegen setzt er den Begriff einer „kommunikativen Rationalität“, die die „Verständigung“ mit dem Anderen ermögliche (TdkH, Band I, S. 30).
Die Formen der Rationalität korrespondieren Habermas zufolge mit entsprechenden Handlungstypen. Er unterscheidet – in betonter Abgrenzung zu Poppers „Drei-Welten-Theorie“ – vier Formen des Handelns (TdkH. Band I, S. 126 ff.).
Im ersten Kapitel erörtert Habermas zunächst in einer theoriegeschichtlichen Diskussion vier soziologische Handlungsbegriffe unterschiedlicher Herkunft: den teleologischen (Aristoteles), den normenregulierten (Talcott Parsons), den dramaturgischen (Erving Goffman) und den kommunikativen Handlungsbegriff (George Herbert Mead). Diese werden in manchen Sekundärquellen irrtümlicherweise auch mit seiner eigenen, erst im dritten Kapitel („Erste Zwischenbetrachtung“) – auf der Grundlage der Sprechakttheorie – systematisch eingeführten Handlungstypologie verwechselt.
Ausgangspunkt seiner Handlungstheorie ist die „Handlungskoordinierung“, die sowohl durch Erfolgs- als auch durch Verständigungsorientierung verwirklicht werden kann. Er differenziert dabei zwischen „instrumentellem“ und „strategischem“ Handeln als Formen erfolgsorientierten Handelns einerseits und „kommunikativem“ Handeln als verständigungsorientiertes Handeln andererseits. Instrumentelles Handeln spielt als „nicht-soziales“ in seinen weiteren Überlegungen keine Rolle.
Soziale Handlungen kennzeichnet Habermas als sprachlich vermittelte. Handlungskoordination beim strategischen Handeln leistet die Erfolgsorientierung; Sprechakte dienen hierbei als bloßes Mittel zur Zweck- bzw. Zielerreichung durch Einwirkung auf andere. Im Gegensatz dazu wird kommunikatives Handeln durch Erzeugung eines Einverständnisses koordiniert, und zwar auf der Grundlage kritisierbarer Geltungsansprüche (siehe oben). Nur wenn diese akzeptiert werden, können handelnde Personen ihre Ziele erreichen.
„Im Anschluß an die Sprechakttheorie“ (TdkH. Band I, S. 384) klärt er die rationalen Grundlagen des kommunikativen Handelns. Mit der Verknüpfung der unterschiedlichen Sprechakte (Imperative, Konstative, Regulative, Expressive), Geltungsansprüche (Wahrheit, Richtigkeit, Wahrhaftigkeit) und Weltbezüge (objektive, soziale, subjektive Welt) kann er das kommunikative Handeln in „drei reine Typen oder Grenzfälle“ auffächern: Konversation, normenreguliertes und dramaturgisches Handeln. Grenzfälle sind es deshalb, weil das kommunikative Handeln in der Regel alle drei in sich vereinigt.
Das strategische Handeln bezieht sich auf die „objektive Welt“ der „Sachverhalte“. Wir entscheiden uns für eine bestimmte Handlungsalternative, die uns als das erfolgversprechendste Mittel erscheint, bestimmte Zwecke zu erreichen. Der Erfolg ist dabei zwar häufig von „anderen Aktoren“ abhängig; diese sind aber „an ihrem jeweils eigenen Erfolg orientiert“ und verhalten sich „nur in dem Maße kooperativ […] wie es ihrem egozentrischen Nutzenkalkül entspricht“ (TdkH. Band I, S. 131). Handlungskoordination ist hier gleichbedeutend mit dem „Ineinandergreifen egozentrischer Nutzenkalküle“ (TdkH. Band I, S. 151).
Das kommunikative Handeln ist als zusammenfassender Begriff der drei Grenzfälle zu verstehen und bezieht sich auf alle drei Welten. Neben dem universalen Sinnanspruch der Verständlichkeit aktualisieren sich in ihm drei Kategorien von Geltungsansprüchen: die (propositionelle) Wahrheit, die (normative) Richtigkeit und die (subjektive) Wahrhaftigkeit. Im konkreten Sprechakt steht zwar jeweils ein Geltungsanspruch im Vordergrund und wird primär auf eine Welt Bezug genommen, aber prinzipiell werden stets alle drei Geltungsansprüche und Weltbezüge zugleich thematisiert (Einschlägig ist hier Fig. 16 in TdkH. Band I, S. 439).
Ein teleologischer Handlungstypus hat in der ausgeführten Habermasschen Systematik keinen Platz mehr. Ihm zufolge sind alle menschlichen Handlungen auf Ziele gerichtet, was ihren teleologischen Charakter ausmacht. „Der Begriff des teleologischen Handeln oder der Zwecktätigkeit steht seit Aristoteles im Mittelpunkt der philosophischen Handlungstheorie […]. Diese teleologische Struktur ist für alle Handlungsbegriffe konstitutiv.“ Ähnliche Formulierung in TdkH. Band I, S. 150 f.

#### System und Lebenswelt
Kommunikativ handelnde Subjekte verständigen sich für Habermas „stets im Horizont einer Lebenswelt“ (TdKH. Band I, S. 107). „Die Lebenswelt ist gleichsam der transzendentale Ort, an dem sich Sprecher und Hörer begegnen“ (TdkH. Band II, S. 192). Lebenswelt ist der Komplementärbegriff zu dem des kommunikativen Handelns.
Der von Edmund Husserl erstmals entwickelte und von Alfred Schütz in die Soziologie eingeführte Begriff der Lebenswelt kennzeichnet die Teilnehmerperspektive der handelnden Subjekte. Er weist nach Habermas folgende Charakteristika auf (TdkH. Band II, S. 198–202):
- Die Lebenswelt „ist dem erlebenden Subjekt fraglos gegeben“ und kann „gar nicht problematisch werden“, sondern „allenfalls zusammenbrechen“.
- Die Lebenswelt verdankt ihre Gewissheit „einem in die Intersubjektivität sprachlicher Verständigung eingebauten sozialen Apriori“.
- Die Lebenswelt lässt sich „nicht transzendieren“, sondern bildet „einen nicht hintergehbaren und prinzipiell unerschöpflichen Kontext“.

Habermas fixiert in seiner zweistufigen Gesellschaftstheorie mit den Komponenten „Lebenswelt“ und „System“ die Dualität von symbolischer und materieller Reproduktion der Gesellschaft. Ihr entspricht die Differenzierung zwischen Teilnehmer- und Beobachterperspektive, da „die Selbsterhaltungsimperative der Gesellschaft (sich) nicht nur in der Teleologie der Handlungen ihrer individuellen Mitglieder, sondern zugleich in den funktionalen Zusammenhängen aggregierter Handlungseffekte durch(setzen)“ (TdkH. Band I, S. 533).
Erst in einem Prozess soziokultureller Evolution haben sich symbolische und materielle gesellschaftliche Reproduktion zu selbständigen, autonomen Handlungssphären entkoppelt, indem die Lebenswelt, der logisch und genetisch die primäre Bedeutung zukommt, funktionale Systeme – vornehmlich Wirtschaft (marktregulierte Ökonomie) und Politik (bürokratischer Verwaltungsstaat) – „freisetzte“. Die ausschließliche Betrachtung der Gesellschaft als System, wie sie von Niklas Luhmann und Talcott Parsons vorgenommen wird, verstellt nach Habermas den theoretischen Zugang, „einen vernünftigen Maßstab für eine als Rationalisierung begriffene gesellschaftliche Modernisierung handlungstheoretisch zu begründen“ (TdkH. Band II, S. 422 f.).
Habermas ist der Ansicht, dass der gesellschaftliche Differenzierungsprozess in seinem Verlauf zu einer „Kolonialisierung“ der „Lebenswelt“ durch das „System“ geführt hat. Mit anderen Worten: Durch Ausbildung „generalisierter Steuerungsmedien“ – Geld und Macht – wird die materielle Reproduktion der Gesellschaft nicht nur unabhängig von ihrer kulturellen Reproduktion, sondern dringt auch zunehmend in diese ein. Dieser Prozess ist für Habermas ein zentrales Merkmal moderner Gesellschaften. Er unterscheidet drei Entwicklungsstufen:
1. Traditionale Gesellschaften, in denen die „Lebenswelt“ noch nicht vom „System“ getrennt ist. Gemeint sind damit Gesellschaftsformen, deren materielle Reproduktion noch von ihrer kulturellen Wertsphäre dominiert wird; in denen kulturelle Normen noch entscheidend die Bedingungen materieller Reproduktion beeinflussen.
2. In der zweiten Stufe, historisch gesehen die Zeit von der Reformation bis zur Industrialisierung, entkoppelt sich das „System“ von der „Lebenswelt“, mit der Folge, dass „Macht“ und „Geld“ als die Steuerungsmedien des „Systems“ den Menschen eine von gemeinsamen kulturellen Werten und Normen abgelöste Handlungslogik aufzwingen. Es sind diese Übergriffe des „Systems“ auf die „Lebenswelt“, die Habermas als „Kolonialisierung der Lebenswelt“ charakterisiert.
3. In der dritten Stufe treten nach Habermas die Konflikte zwischen „System“ und „Lebenswelt“ offen hervor: „Heute dringen die über die Medien Geld und Macht vermittelten Imperative von Wirtschaft und Verwaltung in Bereiche ein, die irgendwie kaputt gehen, wenn man sie vom verständigungsorientierten Handeln abkoppelt und auf solche mediengesteuerten Interaktionen umstellt.“[65]

### Das unvollendete Projekt der Moderne
In den 1980er Jahren setzt sich Habermas verstärkt mit philosophischen Strömungen auseinander, die der Moderne kritisch gegenüberstehen. Insbesondere stehen dabei neokonservative Strömungen und die aufkommende Philosophie der Postmoderne im Fokus. Den Ursprung bildet dabei seine Rede Die Moderne – ein unvollendetes Projekt anlässlich der Verleihung des Adornopreises im Jahre 1980. Deren Grundgedanken fließen später in die Vorlesungsreihe Der philosophische Diskurs der Moderne ein, die Habermas zwischen März 1983 und September 1984 am Collège de France in Paris, an der Universität Frankfurt und an der Cornell University in Ithaca hält.
Habermas’ Grundanliegen ist eine Abwehr gegenaufklärerischer Strömungen der Philosophie. Er will an dem „unvollendeten Projekt der Moderne“ festhalten und ihre Defizite „durch radikalisierte Aufklärung wettmachen“ (Der philosophische Diskurs der Moderne. DphDdM, S. 104).
„Modern“ sind für Habermas Gesellschaften, in denen die tradierten Weltbilder – die ihre Grundlage insbesondere in den Religionen haben – ihre Fähigkeit verloren haben, verbindliche Lebensdeutungen und normative Handlungsorientierung glaubwürdig zu vermitteln, und die infolgedessen gezwungen sind, „ihre Normativität aus sich selber [zu] schöpfen“ (DphDdM, S. 16). Zu ihrer „Selbstvergewisserung“ und „Selbstbegründung“ (DphDdM, S. 17) ist es notwendig, ein Prinzip zu finden, das ein „Äquivalent für die vereinigende Macht der Religion“ (DphDdM, S. 105) darstellt. Dieses Prinzip muss als das der gesellschaftlichen Modernisierung der Neuzeit selbst „innewohnende Prinzip“ (DphDdM, S. 46) ausgewiesen werden und die stabilisierenden Funktionen der alten Religionen übernehmen können.
Habermas zufolge hat Hegel als erster das Problem der Selbstvergewisserung der Moderne als philosophisches Problem entdeckt und die für die weitere Diskussion maßgebliche Lösung formuliert: Die Subjektivität, verstanden als „Struktur der Selbstbeziehung“, ist sowohl Grundstruktur der Vernunft als auch „Prinzip der neuen Zeit“ (DphDdM, S. 27).
Im Laufe der „Modernisierung“ wurde aber – wie bereits von Adorno und Horkheimer in der „Dialektik der Aufklärung“ analysiert – deutlich, dass in der subjektzentrierten Vernunft eine Tendenz zur Verabsolutierung der Zweckrationalität und der „jeweiligen Stufe der Reflexion und der Emanzipation“ (DphDdM, S. 70) angelegt ist. Die sich nach Selbstvergewisserung sehnende Moderne muss dahin gebracht werden, dass sie die Dialektik der Aufklärung erkennt. Sie muss die „Rückschritte im Fortschritt“ (DphDdM, S. 80) zu kritisieren lernen, um die Selbstkritik der „mit sich selbst zerfallenen Moderne“ zu ermöglichen (DphDdM, S. 33 ff.).
Die im „Prinzip der Subjektivität gründende Vernunft“ (DphDdM, S. 70) verstrickt sich laut Habermas beim Versuch einer „totalisierenden, auf sich selbst bezogenen Kritik“ in ausweglose Paradoxien (DphDdM, S. 152 ff.). Es ist ihr anscheinend unmöglich, mit den ihr verfügbaren begrifflichen Mitteln die Aufgabe einer Selbstvergewisserung der Moderne erfolgreich zu lösen.
Diese aporetische Situation der subjektiven Vernunft wird von den Kritikern der Moderne aufgegriffen. Die Vernunft habe ihnen zufolge alle „Formen der Unterdrückung und der Ausbeutung, der Entwürdigung und der Entfremdung nur denunziert und unterminiert, um an deren Stelle die unangreifbare Rationalität selbst einzusetzen“ (DphDdM, S. 70).
Einen besonderen Stellenwert nimmt dabei Nietzsche ein, den Habermas als „Drehscheibe“ für den Eintritt in die Postmoderne bezeichnet. Seine angestrebte radikale Vernunftkritik sollte das ganze auf Hegel zurückgehende Programm einer Selbstbegründung moderner Lebensformen aus Vernunft vollständig unterminieren. Problematisch ist dabei allerdings für Habermas, dass Nietzsche zwischen zwei Strategien „schwankt“: Einerseits versucht er, ganz auf die Philosophie zu verzichten und die Zurückführung jeweiliger Wahrheitsansprüche auf bloße Machtkonstellationen als Aufgabe einer „mit anthropologischen, psychologischen, und historischen Methoden“ arbeitenden positiven Wissenschaft aufzufassen. Andererseits hält er an der Möglichkeit einer philosophischen Vernunftkritik fest, die „die Wurzeln des metaphysischen Denkens ausgräbt, ohne sich selbst als Philosophie aufzugeben“ (DphDdM, S. 120).
In der Tradition Nietzsches sieht Habermas Heidegger, Derrida und Foucault. Die Heideggersche Seinsphilosophie – und ihre „grammatologische“ Überbietung bei Derrida – bleibe ein „umgekehrter Fundamentalismus“, der sich nicht von der Problemvorgabe der traditionellen Metaphysik lösen kann und folglich keine Überwindung der Metaphysik darstellt. (DphDdM, S. 197) Die Ersetzung der autonomen Subjektivität durch anonyme seinsgeschichtliche Prozesse habe unvermeidbar die Folge, dass die Subjektivität durch ein „subjektloses Geschehen“ (DphDdM, S. 210) ersetzt wird.
Foucault knüpfe an Nietzsches Entwurf einer „als Anti-Wissenschaft auftretenden, gelehrsam-positivistischen Geschichtsschreibung“ (DphDdM, S. 292) an; aber auch ihm gelinge es nicht, durch seine historisch angelegte Machttheorie „eine radikale Vernunftkritik durchzuführen, ohne sich in den Aporien dieses selbstbezüglichen Unternehmens zu verfangen“ (DphDdM, S. 290). Die Macht, die als „irritierender Grundbegriff“ (DphDdM, S. 298) seiner Theorie fungiert, hat einen zweideutigen Status: Sie soll „gleichzeitig transzendentale Erzeugungs- und empirische Selbstbehauptungsmacht sein“ (DphDdM, S. 300).
Habermas zieht den Schluss, dass die Durchführung des Hegelschen Programms einer Selbstbegründung der Moderne aus Vernunft immer noch möglich und wünschenswert ist.
Allerdings muss der zugrundegelegte Vernunftbegriff einer Revision unterzogen werden. Nicht die subjektzentrierte Vernunft, sondern einzig die „kommunikative Vernunft“ ist geeignet, die zugedachte Begründungsfunktion erfolgreich zu übernehmen (DphDdM, Kapitel XI).

### Diskursethik
Ausgehend von seinen Überlegungen zur Universalpragmatik entwirft Habermas ab Beginn der 1980er Jahre im Dialog mit Karl-Otto Apel seine eigene Variante einer Diskursethik. Habermas stellt sie explizit in die Tradition der Kantischen Ethik, die er jedoch gleichzeitig mit kommunikationstheoretischen Mitteln neu formulieren und ihre metaphysischen Elemente „detranszendentalisieren“ will. Er charakterisiert seine Diskursethik als eine „deontologische, kognitivistische, formalistische und universalistische Ethik“.

#### Kognitivistisch
Moralische Normen haben im Verständnis von Habermas einen wahrheitsanalogen Charakter. Die „Sollgeltung“ moralischer Normen lässt sich einerseits zwar mit rationalen Argumenten begründen; aufgrund des gegenüber dem Wahrheitsbegriff fehlenden Realitätsbezuges ist ihre Geltung aber nur wahrheitsanalog. Die Richtigkeit moralischer Urteile stellt sich dabei für Habermas zwar einerseits „auf demselben Wege heraus wie die Wahrheit deskriptiver Aussagen – durch Argumentation“. Auf der anderen Seite „fehlt moralischen Geltungsansprüchen der für Wahrheitsansprüche charakteristische Weltbezug“.
Habermas unterscheidet moralische Richtigkeit von theoretischer Wahrheit. Eine Norm erhebt Anspruch auf Gültigkeit „auch unabhängig davon, ob sie verkündet und in dieser oder jener Weise in Anspruch genommen wird“. Im Gegensatz dazu besteht ein Wahrheitsanspruch niemals unabhängig von der Behauptung, in der er formuliert wird.

#### Deontologisch
Habermas unterscheidet mit Kant zwischen den Fragen des „guten Lebens“ und Fragen des moralischen Handelns. Seine Diskursethik stellt ausschließlich die Sollgeltung moralischer Gebote und Handlungsnormen als das erklärungsbedürftige Phänomen in den Mittelpunkt und schließt damit Fragen nach dem, was es bedeutet, ein gelungenes Leben zu führen, aus dem allein Gerechtigkeitsfragen thematisierenden Bereich der Moral aus. Trotz dieser Trennung ist Habermas allerdings nicht bereit, die ethischen Folgen einer Handlung bei der Beurteilung ihres moralischen Gehaltes gänzlich außer Acht zu lassen. Der Kategorische Imperativ dient nach Habermas’ Interpretation der Überprüfung existierender moralischer Normen auf Gültigkeit; er ist als ein „Rechtfertigungsprinzip“ zu verstehen, da nur verallgemeinerungsfähige Maximen berechtigterweise als gültige moralische Normen anerkannt werden können.
Habermas führt dabei eine eigenwillige Unterscheidung zwischen den Adjektiven „ethisch“ und „moralisch“ ein. Die ethischen Fragen bleiben „in den thematisierten lebensgeschichtlichen Kontext eingebettet“ und erheben keinen Anspruch auf universelle Gültigkeit. Es sind vielmehr Fragen nach dem eigenen Lebensentwurf vor dem Hintergrund der jeweiligen kulturellen Gemeinschaft. Dagegen erfordern „moralisch-praktische Diskurse […] den Bruch mit allen Selbstverständlichkeiten der eingewöhnten konkreten Sittlichkeit wie auch die Distanzierung von jenen Lebenskontexten, mit denen die eigene Identität unauflöslich verbunden ist“:

„Wir machen von der praktischen Vernunft einen moralischen Gebrauch, wenn wir fragen, was gleichermaßen gut ist für jeden; einen ethischen Gebrauch, wenn wir fragen, was jeweils gut ist für mich oder für uns.“

Habermas erklärt, dass man aufgrund dieser begrifflichen Differenzierung genau genommen nicht von „Diskursethik“, sondern von einer „Diskurstheorie der Moral“ sprechen müsste. Er hält aber aufgrund des eingebürgerten Sprachgebrauchs an dem Begriff „Diskursethik“ fest.

#### Formalistisch
Das formalistische Moment bezieht sich auf eine Abgrenzung gegenüber materialen Wertethiken, die versuchen, bestimmte Werte als erstrebenswert auszuzeichnen, was zum Problem der Legitimation einer wertenden Rangfolge bestimmter Güter führt. Die Diskursethik umgeht dieses Problem, indem sie auch hier an Kants Bestimmung des Kategorischen Imperativs anknüpft. Im Zentrum der Diskursethik steht das formale Prinzip des Universalisierungsgrundsatzes „U“, gemäß dem eine strittige Norm unter den Teilnehmern eines praktischen Diskurses nur dann Zustimmung finden kann, „wenn die Folgen und Nebenwirkungen, die sich aus einer allgemeinen Befolgung der strittigen Norm für die Befriedigung der Interessen eines jeden Einzelnen voraussichtlich ergeben, von allen zwanglos akzeptiert werden können“.
Sinn und Zweck dieses Prinzips ist die Möglichkeit einer unparteilichen Urteilsfindung im Fall moralischer Konflikte ohne direkte Bezugnahme auf inhaltliche Fragen. Die Diskursethik versucht damit ein Prinzip an die Hand zu geben, das formal, das heißt unabhängig von inhaltlichen Vorgaben, die Möglichkeit eröffnet, darzustellen, welche Normen tatsächlich moralische Geltung beanspruchen können.

#### Universalistisch
Habermas beschreibt schließlich die Diskursethik im Anschluss an Kant als eine universalistische Ethik, da die Geltung der von ihr über ein formales Prinzip ausgezeichneten Normen weder auf einen bestimmten Kulturkreis noch auf einen bestimmten Zeitraum beschränkt ist:

„Universalistisch nennen wir schließlich eine Ethik, die behauptet, daß dieses (oder ein ähnliches) Moralprinzip nicht nur die Intuitionen einer bestimmten Kultur oder einer bestimmten Epoche ausdrückt, sondern allgemein gilt.“

Dabei steht der Versuch im Mittelpunkt, eine Begründungskonzeption der Sollgeltung moralischer Normen zu entwickeln, die aufzeigen kann, „daß unser Moralprinzip nicht nur die Vorurteile des erwachsenen, weißen, männlichen, bürgerlich erzogenen Mitteleuropäers von heute widerspiegelt“, sondern aufgrund ihrer überzeugenden Kraft auch auf Kulturen bezogen werden kann, deren moralische Vorstellungen nicht durch die Geschichte der Aufklärung beeinflusst wurden. Habermas bezeichnet dies als den „schwierigsten Teil der Ethik“.

### Faktizität und Geltung
Nach dem Mauerfall von 1989 widmet sich Habermas verstärkt rechts- und staatsphilosophischen Themen. Im Jahre 1992 erscheint sein Werk Faktizität und Geltung (FuG), das nach seiner Theorie des kommunikativen Handelns (TdkH) als sein wichtigstes Werk gilt. Es stellt „die erste ausgearbeitete Rechtsphilosophie aus dem Umkreis der Kritischen Theorie der Frankfurter Schule“ dar. Habermas entwickelt hierin seine eigene Konzeption – wie schon in seinen früheren Schriften – über weite Strecken in Auseinandersetzung mit anderen Theorien.
Habermas’ Interesse gilt in erster Linie der Rolle des Rechts in den modernen Gesellschaften. Recht ist für ihn „das moderne gesatzte Recht, das mit dem Anspruch auf systematische Begründung sowie verbindliche Interpretation und Durchsetzung auftritt“ (Faktizität und Geltung (FuG), S. 106). Das Recht hat die Funktion der „sozialen Integration“. Diese wird in der modernen Gesellschaft notwendig, da dort „Geltung und Faktizität, also die bindende Kraft von rational motivierten Überzeugungen und der auferlegte Zwang äußerer Sanktionen […] inkompatibel auseinandergetreten sind“ (FuG, S. 43). Das Recht zeigt einen Ausweg zur Alternative zwischen Kommunikationsabbruch und strategischem Handeln auf. Es regelt die „strategischen Interaktionen, auf die sich die Aktoren selbst verständigen“ (FuG, S. 44).
Rechtliche Regelungen stellen „einerseits faktische Beschränkungen“ dar, denen der strategisch Handelnde sich fügen muss; „andererseits müssen sie zugleich eine sozialintegrative Kraft entfalten, indem sie den Adressaten Verpflichtungen auferlegen, was […] nur auf der Grundlage intersubjektiv anerkannter normativer Geltungsansprüche möglich ist“ (FuG, S. 44).
Habermas will das Recht in einer empirisch-normativen „Doppelperspektive“ betrachten, aus der „sich das Rechtssystem gleichzeitig von innen in seinem normativen Gehalt rekonstruktiv ernst nehmen, wie von außen als Bestandteil der sozialen Realität beschreiben läßt“ (FuG, S. 62): „Ohne den Blick auf Recht als empirisches Handlungssystem bleiben die philosophischen Begriffe leer. Soweit sich aber die Rechtssoziologie auf einen objektivierenden Blick von außen versteift und gegenüber dem nur intern zugänglichen Sinn der symbolischen Dimension unempfindlich ist, gerät umgekehrt die soziologische Anschauung in Gefahr, blind zu bleiben“ (FuG, S. 90).
Habermas untersucht das Verhältnis von Recht und Moral. Rechtliche und moralische Regeln differenzieren sich gleichzeitig aus traditionaler Sittlichkeit aus und „treten als zwei verschiedene, aber einander ergänzende Sorten von Handlungsnormen nebeneinander“ (FuG, S. 135). Das Recht unterscheidet sich von der Moral dadurch, dass es sich nicht primär auf den freien Willen, sondern auf die individuelle Willkür richtet, auf das äußere Verhältnis von Personen bezieht und mit Zwangsbefugnissen ausgestattet ist (FuG, S. 143).
Habermas geht auf die platonische „Verdoppelung“ des Rechts als positives und natürliches Recht ein. Dem liege die Intuition zugrunde, dass das positive Recht das natürliche abbilden solle. Diese Intuition sei nicht in jeder Hinsicht falsch, „denn eine Rechtsordnung kann nur legitim sein, wenn sie moralischen Grundsätzen nicht widerspricht. Dem positiven Recht bleibt, über die Legitimitätskomponente der Rechtsgeltung, ein Bezug zur Moral eingeschrieben“ (FuG, S. 137). Doch dürfe dieser Moralbezug nicht dazu verleiten, die Moral dem Recht in einer Normenhierarchie überzuordnen. Rechtsfragen und Moralfragen beziehen sich zwar auf dieselben Probleme, aber auf verschiedene Weise: „Trotz des gemeinsamen Bezugspunktes unterscheiden sich Recht und Moral prima facie dadurch, daß die posttraditionale Moral nur eine Form kulturellen Wissens darstellt, während das Recht zugleich auf institutioneller Ebene Verbindlichkeit gewinnt“ (FuG, S. 137). „Deshalb dürfen wir Grundrechte, die in der positiven Gestalt von Verfassungsnormen auftreten, nicht als bloße Abbildungen moralischer Rechte verstehen, und die politische Autonomie nicht als bloßes Abbild der moralischen“ (FuG, S. 138). Der Vernunftrechtstradition indes bleibt Habermas im Wesentlichen treu.
Gesetze können für Habermas nur dann „legitime Geltung in Anspruch nehmen“, wenn sie in einem „ihrerseits rechtlich verfassten diskursiven Rechtsetzungsprozeß die Zustimmung aller Rechtsgenossen finden können“ (FuG, S. 141).
Habermas formuliert im weiteren Verlauf vier Hauptprinzipien des Rechtsstaats:
1. das „Prinzip der Volkssouveränität“ (FuG, S. 209),
2. das „Prinzip der Gewährleistung eines umfassenden individuellen Rechtsschutzes“ (FuG, S. 212),
3. das „Prinzip der Gesetzmäßigkeit der Verwaltung“ (FuG, S. 213),
4. das „Prinzip der Trennung von Staat und Gesellschaft“, das eine politische Kultur fordere, „die von Klassenstrukturen entkoppelt ist“ (FuG, S. 215).

### Auch eine Geschichte der Philosophie
Mit dem 2019 erschienenen zweibändigen Alterswerk Auch eine Geschichte der Philosophie rundet Habermas, dem Tübinger Philosophen Otfried Höffe zufolge, sein Œuvre ab.
Das Buch, dessen ursprünglicher Titel eigentlich „Zur Genealogie nachmetaphysischen Denkens. Auch eine Geschichte der Philosophie“ lauten sollte, will am Leitfaden des Diskurses über Glauben und Wissen einen Durchgang durch die Geschichte der westlichen Philosophie leisten. Dabei behandelt Habermas nur die Entwicklungen bis zur Mitte des 19. Jahrhunderts, während die weit verzweigten späteren Debatten, insbesondere in der analytischen Philosophie, nicht mehr berücksichtigt werden.
Die Darstellung der Geschichte der westlichen Philosophie anhand des Paradigmas „Glauben und Wissen“ rechtfertigt sich für Habermas aus der „engen Symbiose der griechischen Philosophie mit den monotheistischen Religionen“.
Die Philosophie entwickelte sich „aus dem Horizont des Alten und des Neuen Testaments heraus, wobei sie sich auf die Vergangenheit der griechisch-römischen Antike als ihr Anderes“ bezog. Komplementär zur Ausbildung einer christlichen Dogmatik in Begriffen der Philosophie erfolgte die philosophische Aneignung wesentlicher Gehalte aus den religiösen Überlieferungen.
Mit der Entstehung der Wissenschaften im 17. Jahrhundert befreite sich die Philosophie von ihren theologischen Prämissen. Sie nahm sich die mathematischen Naturwissenschaften zu ihrem methodischen Vorbild, während das Christentum nun seinerseits zum „Anderen“ einer nun säkularen Philosophie wurde.

### Öffentliche Debatten

#### Eugenik
In dem Sammelband Die Zukunft der menschlichen Natur (ZmN) nimmt Habermas zu Fragen der Eugenik Stellung. Eine grundsätzliche Problematik beim Eingriff in das menschliche Erbgut stellt für ihn die Tatsache dar, dass die Person, die eine Entscheidung über die „‚natürliche Ausstattung‘ einer anderen Person trifft“, ihr gegenüber die Macht besitzt, unwiderruflich bestimmte Eigenschaften ohne den Konsens des Betroffenen zu bestimmen. Dieser Konsens kann im Fall einer „negativen Eugenik“, in der es um rein präventive Maßnahmen gegen zukünftige Krankheiten geht, vorausgesetzt werden (ZmN, S. 79).
Die „positive Eugenik“ jedoch, bei der das Kind mit bestimmten nützlichen und wünschenswerten Eigenschaften ausgestattet werden soll, bedroht nach Habermas die Autonomie des Subjekts. Wenn der Leib in der pränatalen Phase des Individuums von den Eltern manipuliert wird, bedeutet dies, dass über ihn verfügt wird. Das macht aber ein „Selbstseinkönnen“ des Individuums für Habermas unmöglich (ZmN, S. 100). Habermas unterscheidet in diesem Zusammenhang mit Bezug auf Hannah Arendt zwischen einem Natur- und einem Sozialisationsschicksal. Unser Selbstbewusstsein als menschliches Subjekt ist wesentlich daran geknüpft, dass wir auf ein „Naturschicksal“ aufsetzen können: denn „das Selbstbewusstsein der Person erfordert einen Bezugspunkt jenseits der Traditionsstränge und Interaktionszusammenhänge eines Bildungsprozesses, in dem sich die personale Identität lebensgeschichtlich formiert“ (ZmN, S. 103).

#### Religion und Christentum
Seit dem Ende der 1990er Jahre beschäftigt sich Habermas wieder mit religiösen Themen, v. a. mit dem Einfluss der jüdisch-christlichen Tradition auf das westliche Denken. Er sagte 1999 in einem „Gespräch über Gott und die Welt“ mit dem in den Vereinigten Staaten lehrenden Philosophen Eduardo Mendieta: „Der egalitäre Universalismus, aus dem die Ideen von Freiheit und solidarischem Zusammenleben, von autonomer Lebensführung und Emanzipation, von individueller Gewissensmoral, Menschenrechten und Demokratie entsprungen sind, ist unmittelbar ein Erbe der jüdischen Gerechtigkeits- und der christlichen Liebesethik. In der Substanz unverändert, ist dieses Erbe immer wieder kritisch angeeignet und neu interpretiert worden. Dazu gibt es bis heute keine Alternative. Auch angesichts der aktuellen Herausforderungen einer postnationalen Konstellation zehren wir nach wie vor von dieser Substanz. Alles andere ist postmodernes Gerede.“ Der „weltweite Prozess der gesellschaftlichen Modernisierung“ habe im 15. Jahrhundert eingesetzt. Habermas zufolge wurde er vorangetrieben durch die Reformation, Luther sowie eine Reihe von Denkern und religiösen Bewegungen, die in unterschiedlicher Weise und Intensität von Luther beeinflusst waren: Jakob Böhme, Quäker, Pietismus, Oetinger, Kant, Hegel, Schelling, Hölderlin, Kierkegaard, Max Weber. Im Zusammenhang mit der Entwicklung der abendländischen Geistesgeschichte erwähnte Habermas zudem Thomas von Aquin, Meister Eckhart, Marx, Nietzsche, Baader, Heidegger, Adorno, Horkheimer, Benjamin, John Rawls, Johann Baptist Metz, die Befreiungstheologie und einige andere Denker des 19. und 20. Jahrhunderts. Die englischen, französischen und amerikanischen Philosophen hätten stärker als die deutschen das christliche Glaubensgut („Jerusalem“) und die griechische Philosophie („Athen“) mit dem politisch-republikanischen Denken des antiken „Roms“ verknüpft. Auch sein eigenes Philosophieren, so Habermas, „zehr[e] vom christlichen Erbe“.
Habermas räumt ein, dass sich im „nachmetaphysischen Denken“ moderner, säkularer Gesellschaften, „jeder generell verbindliche Begriff vom guten und exemplarischen Leben entzieht“. In den „heiligen Schriften und religiösen Überlieferungen“ fänden sich dagegen über Jahrtausende wach gehaltene „Intuitionen von Verfehlung und Erlösung“. Sie stellten „hinreichend differenzierte Ausdrucksmöglichkeiten und Sensibilitäten für verfehltes Leben, für gesellschaftliche Pathologien, für das Misslingen individueller Lebensentwürfe und die Deformation entstellter Lebenszusammenhänge“ zur Verfügung.
Es müsse die Aufgabe einer „nachmetaphysischen“ Philosophie sein, die kognitiven Gehalte der religiösen Überlieferung „im Schmelztiegel begründender Diskurse aus ihrer ursprünglich dogmatischen Verkapselung freizusetzen“, um so „eine inspirierende Kraft für die ganze Gesellschaft entfalten zu können“. Diese Transmissionsleistung erwartet sich Habermas nicht allein von der Philosophie, sondern er sieht darin überhaupt die Aufgabe einer säkularen Gesellschaft, die sich nicht durch „naturalistische Weltbilder“ um ihr normatives „ethisches Selbstverständnis“ verkürzen lassen möchte. „Eine liberale politische Kultur kann sogar von den säkularisierten Bürgern erwarten, dass sie sich an Anstrengungen beteiligen, relevante Beiträge aus der religiösen in eine öffentlich zugängliche Sprache zu übersetzen“, so Habermas in einer vielbeachteten Debatte mit Joseph Ratzinger, dem nachmaligen Papst Benedikt XVI., in der Katholischen Akademie in Bayern am 19. Januar 2004.
Diese Haltung zur Religion ist von Hans Albert mehrfach scharf kritisiert worden. Habermas habe sich, so Albert, „nach einer langen Entwicklung, die mit einer hermeneutischen Umdeutung des Marxismus und mit einer Betonung des Anspruchs auf Aufklärung begann, nun dazu bereitgefunden, der Aufklärung buchstäblich in den Rücken zu fallen.“ Albert kritisierte Habermas’ Haltung als eine „korrupte Hermeneutik, also eine Konzeption, die die Suche nach Wahrheit dem Streben nach Konsens opfert“.
Habermas bezieht sich allerdings unmittelbar auf die Religionsphilosophie Kants: „Kants religionsphilosophische Einschränkung der Vernunft auf ihren praktischen Gebrauch betrifft heute weniger die religiöse Schwärmerei als vielmehr eine schwärmerische Philosophie, die sich verheißungsvolle Konnotationen eines erlösungsreligiösen Wortschatzes nur ausleiht und zunutze macht, um sich von der Strenge diskursiven Denkens zu dispensieren. Auch das können wir von Kant lernen: wir können seine Religionsphilosophie im ganzen als Warnung vor religiöser Philosophie verstehen.“

#### Gehirnforschung und Willensfreiheit
Ein weiteres aktuelles Thema von Habermas stellt die moderne Gehirnforschung und das Problem der Willensfreiheit dar. Habermas wendet sich gegen die unter anderem von Wolf Singer und Gerhard Roth vertretene These, „mentale Vorgänge“ seien „allein aus beobachtbaren physiologischen Bedingungen zu erklären“ (Freiheit und Determinismus. In: Habermas: Zwischen Naturalismus und Religion. FuDINuR, S. 155).
Habermas’ Anliegen ist es, einerseits „der intuitiv unbestreitbaren Evidenz eines in allen unseren Handlungen performativ mitlaufenden Freiheitsbewusstseins“ gerecht zu werden, andererseits aber auch „das Bedürfnis nach einem kohärenten Bild des Universums, das den Menschen als Naturwesen einschließt“ zu befriedigen (FuDINuR, S. 156). Zu diesem Zweck unterscheidet er zwischen einer Beobachter- und Teilnehmerperspektive. Diese werden in verschiedenen „Sprachspielen“ vertreten, die nicht aufeinander reduziert werden können. Beide Perspektiven müssen gleichzeitig betrachtet werden, um das Phänomen der Interaktion von Natur und Geist zu verstehen. Wir seien Beobachter und Kommunikationsteilnehmer in einer Person.
Habermas kritisiert u. a. das Design bestimmter neurophysiologischer Versuchsanordnungen (Libet-Experiment), denen ein eingeschränkter und einfacher Handlungsbegriff zugrunde liege und bei denen die Testpersonen durch die Versuchsanweisung schon im Vorhinein in einen Handlungsplan eingespannt seien, wodurch ein wesentlicher Freiheitsaspekt hintergangen würde (FuDINuR, S. 158 f.). Denn für Habermas sind „Handlungen das Ergebnis einer komplexen Verkettung von Intentionen und Überlegungen, die Ziele und alternative Mittel im Lichte von Gelegenheiten, Ressourcen und Hindernissen abwägen.“ (FuDINuR, S. 158 f.). Freie Handlungen seien besonders durch den „Kontext von weiterreichenden Zielen und begründeten Alternativen“ (FuDINuR, S. 159) gekennzeichnet. Er bringt es auf die Formel: „Frei ist nur der überlegte Wille.“ (FuDINuR, S. 160).

#### Europa
Während Habermas die europäische Integration anfangs als eine primär ökonomische Veranstaltung zur Liberalisierung des Handels verstand, zeigte er sich im Laufe der 1980er Jahre als ein überzeugter Europäer und begleitete die Entwicklung in der Europäischen Union mit politisch engagierten Stellungnahmen, deren wichtigste und neueste in seiner Publikation „Zur Verfassung Europas“ (2011) zusammengefasst sind. Darin begreift er die EU als ein „höherstufiges politisches Gemeinwesen“, als einen „entscheidenden Schritt auf dem Weg zu einer politisch verfassten Weltgesellschaft“.
Parallel zum Beginn des französischen Präsidentschaftswahlkampfs 2017 bekräftigte Habermas seine pro-europäische Haltung erneut auf einer Podiumsdiskussion in Berlin mit dem Präsidentschaftskandidaten Emmanuel Macron und dem deutschen Außenminister Sigmar Gabriel, zu der die Hertie School of Governance eingeladen hatte.
Jürgen Habermas plädiert seit längerem dafür, dass die proeuropäischen Parteien in einem fiskalischen Konsolidierungskonsens sich nicht mehr in Geber- und Nehmerländer spalten lassen, sondern stattdessen „länderübergreifend zu Kampagnen gegen diese Umfälschung von sozialen in nationale Fragen zusammenfinden“.
Schon 2013 beklagte Habermas, dass „eine unsäglich merkelfromme Medienlandschaft alle Beteiligten darin bestärkt, das heiße Eisen der Europapolitik im Wahlkampf nicht anzufassen und Merkels clever-böses Spiel der Dethematisierung mitzuspielen“. Habermas ging in jenem Jahr sogar so weit, der „Alternative für Deutschland“ einen Wahlerfolg zu wünschen: „Ich hoffe, dass es ihr gelingt, die anderen Parteien zu nötigen, ihre europapolitischen Tarnkappen abzustreifen. Dann könnte sich nach der Bundestagswahl die Chance ergeben, dass sich für den fälligen ersten Schritt eine ‚ganz große‘ Koalition abzeichnet.“

#### Soziale Medien
Im Januar 2010 erschienen auf Twitter mehrere Posts von „Jürgen Habermas, Professor für Philosophie an der Goethe-Universität Frankfurt“. Fachleute wunderten sich, dass ein Wissenschaftler, der bekannt war für seine komplexen und langen Sätze, auf einem Medium veröffentlichte, welches maximal 140 Zeichen zuließ. Das Ganze stellte sich als ein Witz eines Studenten heraus, der Teile einer Fußnote einer englischen Übersetzung eines Aufsatzes von Habermas kopierte. Habermas selbst hielt nicht viel von sozialen Medien als Diskussionsforum „Seine [das Web] Struktur ist ungeeignet, die Aufmerksamkeit eines disparaten Publikums aus Bürgern zu bündeln, das sich gleichzeitig Meinungen über dieselben Themen und Beiträge bildet, die zuvor von Experten geprüft und gefiltert wurden.“

#### Grundrechte in der pandemischen Ausnahmesituation
Angesichts der Diskussion um die Maßnahmen der Regierung während der COVID-19-Pandemie befasste sich Habermas mit der Frage „Welche Pflichten erlegen die Grundsätze einer liberalen Verfassung der Regierung in einer solchen Situation auf und welche Handlungsspielräume haben sie dabei gegenüber ihren Bürgern?“ Sein Grundansatz ist die mit Klaus Günther entwickelte „Interpretation des staatlichen Lebensschutzes als Implikation des gebotenen Schutzes der menschlichen Würde.“

Habermas kommt zu dem Ergebnis, dass die „asymmetrische Beanspruchung der Bürgersolidarität auf Kosten gleichmäßig gewährleisteter subjektiver Freiheiten“ durch die Herausforderungen einer Ausnahmesituation gerechtfertigt sein könnten. Legitim sei sie somit „immer nur auf Zeit“. Der Staat müsse „als der einzige kollektiv handlungsfähige Akteur“ die erforderlichen Maßnahmen effektiv planen und könne sie nur durch Verhaltensvorschriften organisieren und durchsetzen. Der Staat sei damit „schon aus funktionalen Gründen genötigt, Solidarleistungen, die sonst nur angedacht werden können, zwingend vorzuschreiben.“ Der Staat werde durch das Ausmaß der Pandemie zum Handeln „genötigt“. Eine solche Gefahr „aktiviere“ daher nicht ein bestimmtes Persönlichkeitsrecht, sondern „ruft in Erinnerung, wozu ein auf Menschenrechte basiertes staatliches Regime überhaupt eingerichtet worden ist.“ Aus dem fortwirkenden Gründungsakt des gemeinsamen Gesellschaftsvertrags leitet Habermas die als freiwillig zu denkende Bereitschaft eines jeden ab, reziprok das von anderen erwartete Verhalten zu erwidern. Im Falle der physischen Unversehrtheit als Voraussetzung der von allen angestrebten Menschenwürde ist an der Legitimität der zwingend vorgeschriebenen Solidarleistungen 
„kein Zweifel, wenn ein vom Gesetzgeber legitimierter Wille darüber entscheidet, welchen Bürgern welche Belastungen zugemutet werden müssen, um nicht eine vermeidbare Steigerung von Infektions- und Todesraten in Kauf nehmen zu müssen.“

#### Russischer Überfall auf die Ukraine 2022
In einer ausführlichen Stellungnahme in der Süddeutschen Zeitung vom 29. April 2022 zu der „innenpolitisch aufgeheizten Debatte“ über die Unterstützung der Ukraine mit „schweren Waffen“ nach dem russischen Überfall verteidigte Habermas Bundeskanzler Olaf Scholz gegenüber der Kritik an dessen laut Habermas „reflektiert und zurückhaltend verfahrende[r]“ Politik angesichts des Risikos eines drohenden Einsatzes von Atomwaffen mit der Schlussfolgerung, dass ein Krieg gegen eine Atommacht nicht gewonnen werden könne.
In einem weiteren Artikel vom 14. Februar 2023 bekräftigte Habermas seine zuvor geäußerte Position einer zurückhaltenden Politik im Krieg in der Ukraine, die auch eine kritische Haltung zu westlichen Waffenlieferungen umfasst. In diesem Kontext verweist er auf die „moralische Mitverantwortung für Opfer und Zerstörungen, die mit Waffen aus dem Westen verursacht werden“. Anders als beispielsweise Alice Schwarzer und Sahra Wagenknecht in ihrem Manifest für Frieden forderte Habermas keinen Stopp von Waffenlieferungen, sondern sieht gute Gründe dafür. Er hält es jedoch für falsch, dass daneben nicht auch versucht werde, Verhandlungen in Gang zu bringen. Wenn Russland irgendwann ein klares Übergewicht erzielen sollte, so Habermas, stehe der Westen vor der Alternative, „entweder einzuknicken oder Kriegspartei zu werden“. Er kritisiert darüber hinaus die Argumentation, dass nur die Ukraine über Verhandlungen zu entscheiden habe, als „inkonsistent und verantwortungslos“. Man könne die Verantwortung für diese geopolitische Entscheidung nicht alleine der Ukraine auferlegen.
Der Historiker Jan C. Behrends wirft Habermas Unkenntnis der Prozesse in Osteuropa vor und kritisiert, dass dieser in seinen Beiträgen zum Krieg in der Ukraine sowohl die diplomatischen Versuche westlicher Akteure vor 2022 ignoriere als auch den Umstand missachte, dass es sich bei dem Konflikt um einen einseitigen Vernichtungskrieg Russlands mit Terror gegen die ukrainische Zivilbevölkerung handele. Anders als Habermas glaube, sei Wladimir Putin kein rationaler Akteur, sondern ein gegen die westlichen Werte ankämpfender Diktator, der „Politik als Nullsummenspiel“ betrachte. Habermas scheue eine tiefere Auseinandersetzung mit der Region samt ihrer geschichtlichen, politischen und kulturellen Besonderheiten und lasse sich daher auch auf den „kolonialen Blick“ auf die Ukrainer als Nation im Werden ein.

#### Krieg in Israel und Gaza 2023
Im November 2023 erklärte Habermas zusammen mit Nicole Deitelhoff, Rainer Forst und Klaus Günther in einer auf der Website des Forschungszentrums Normative Orders der Goethe-Universität veröffentlichten Stellungnahme mit dem Titel Grundsätze der Solidarität am 13. November 2023, dass das Massaker der Hamas vom 7. Oktober in der erklärten Absicht, „jüdisches Leben generell zu vernichten“, Israel zu einem Gegenschlag veranlasst habe, der „prinzipiell gerechtfertigt“ sei. Bei diesem Militäreinsatz müssten „Grundsätze der Verhältnismäßigkeit, der Vermeidung ziviler Opfer und der Führung eines Krieges mit der Aussicht auf künftigen Frieden“ leitend sein. „Bei aller Sorge um das Schicksal der palästinensischen Bevölkerung“ würden die Maßstäbe der Beurteilung jedoch „vollends verrutschen“, „wenn dem israelischen Vorgehen genozidale Absichten zugeschrieben werden“.
In diesem Zusammenhang seien „antisemitische Reaktionen“, „Drohungen gegen Leib und Leben“ von Juden in Deutschland „unerträglich“. Im „Lichte der Massenverbrechen der NS-Zeit“ seien das „Existenzrecht Israels“, „jüdisches Leben“ in der Bundesrepublik Deutschland und das „Bekenntnis dazu“ „besonders schützenswerte Elemente“. Das Recht auf „Freiheit und körperliche Unversehrtheit“ und der „Schutz vor rassistischer Diffamierung“ seien „unteilbar“ und gelten „gleichermaßen für alle“. In der Stellungnahme zur Solidarität mit Israel und Juden in Deutschland vom 13. November 2023 mahnen die Autoren an, dass „auch diejenigen in unserem Land“, welche „antisemitische Affekte und Überzeugungen hinter allerlei Vorwänden kultiviert haben und jetzt eine willkommene Gelegenheit sehen, sie ungehemmt auszusprechen“, an diese „Grundsätze“ gebunden sind.
Eine Gruppe von Akademikern um Adam Tooze, Samuel Moyn und Amia Srinivasan (darunter Nancy Fraser, Diedrich Diederichsen und Quinn Slobodian) kritisierte darauf in einem offenen Brief im Guardian, dass die Solidarität von Habermas und seinen Kollegen sich weder „angemessen auf die palästinensische Zivilbevölkerung im Gazastreifen“ noch auf „Muslime in Deutschland“ erstrecke, die eine „zunehmende Islamophobie“ erlebten. Der Standard resümierte: „Deutsche Sensibilität – geschärft durch die klar deklarierte Staatspolitik der Berliner Regierung – prallt auf die propalästinensische Haltung angelsächsischer Linker.“ Einige bürgerlich-konservative deutschsprachige Medien (Die Welt, FAZ und Die Presse) beurteilten den Brief im Guardian als antisemitisch. In der New York Review of Books erschien ein weiterer damit zusammenhängender offener Brief von mehreren Akademikern, u. a. dem Genozid- und Holocaust-Forscher Omer Bartov. In diesem wird die Gleichsetzung des Angriffs der Hamas mit dem Holocaust zurückgewiesen, sowie dass denjenigen, die sich für die Rechte der Palästinenser einsetzen, antisemitische Motive unterstellt werden: „In diesem Klima wachsender Unsicherheit brauchen wir Klarheit über den Antisemitismus, damit wir ihn richtig erkennen und bekämpfen können.“

## Rezeption, Kritik und Wirkung
Habermas gilt als ein „Grenzgänger“ zwischen Philosophie und Sozialwissenschaften. Seine Werke wurden in 40 Sprachen übersetzt und lösten disziplinübergreifende Kontroversen in Philosophie, Wissenschaftstheorie, Soziologie und Politikwissenschaft aus. In Deutschland wurde Habermas, nachdem er bereits durch den Positivismusstreit und sein Werk Erkenntnis und Interesse allgemein bekannt geworden war, nach der Veröffentlichung der Theorie des kommunikativen Handelns zu einem der meistdiskutierten deutschen Philosophen der Gegenwart. Seit den 1980er Jahren erschien eine Reihe von Einführungen in sein Leben und Werk. Habermas publizierte zudem regelmäßig in zahlreichen deutschen Feuilletons wie dem der Frankfurter Allgemeinen Zeitung, der Süddeutschen Zeitung und der Zeit.
Herbert Schnädelbach, der sich bei Adorno und Habermas habilitierte (1969/1970), kritisierte 1982 als einer der ersten Interpreten von Habermas’ Hauptwerk Theorie des kommunikativen Handelns, dass normative Begründungen nie vollständig objektiviert werden könnten, weil sie immer auch an die erste Person von Forschern gekoppelt seien (ich/wir). Albrecht Wellmer (fünf Jahre Assistent bei Habermas in Frankfurt) und Ernst Tugendhat (fünf Jahre Forschung mit Habermas in Starnberg) relativierten die diskursethische Konstruktion einer idealen Sprechsituation als bloße Fiktion. Karl-Otto Apel und einige seiner Schüler kritisierten, dass Habermas auf dem historischen Charakter der Kommunikationsvoraussetzungen besteht und die Möglichkeit einer Letztbegründung der Ethik ablehnt, weil sich letztere aus den jeweiligen Voraussetzungen ergäbe. Zu den bekanntesten Schülern Habermas’ gehören in Deutschland der Philosoph Axel Honneth, der Rechtstheoretiker Klaus Günther und der Politikwissenschaftler Rainer Forst, die ebenfalls mit Habermas forschten und einige seiner Forschungsschwerpunkte weiterentwickelten. Auch Ulrich Oevermann, Claus Offe und Klaus Eder studierten bei ihm und wurden seine Assistenten. Aus dem Ausland kamen unter anderem Johann Arnason, Zoran Đinđić, Hans-Hermann Hoppe, Thomas A. McCarthy und Jeremy J. Shapiro hinzu.
In den USA erfreut sich Habermas bereits seit Ende der 1970er Jahre einer besonderen Beliebtheit. Im Jahr 1978 erschien dort die erste bedeutende Abhandlung über Habermas von Thomas A. McCarthy (The Critical Theory of Jürgen Habermas). Seit Beginn der 1990er Jahre ist ein Anstieg an Veröffentlichungen zu beobachten, die sich mit unterschiedlichen Aspekten des Denkens von Habermas beschäftigen. Seine zahlreichen USA-Aufenthalte als Gastprofessor führten ihn mit den bedeutendsten Vertretern der amerikanischen Gegenwartsphilosophie zusammen, etwa Richard Rorty, Ronald Dworkin, Thomas Nagel, Donald Davidson, Noam Chomsky und Robert Brandom. Eine breite Aufmerksamkeit zog zudem seine Debatte mit John Rawls über dessen Konzept der Gesellschaftsbegründung (A Theory of Justice) auf sich. Mit Hilary Putnam entstand anlässlich des 70. Geburtstags von Habermas ein freundschaftlicher Dialog in mehreren wechselseitigen Aufsätzen über die Begründung von Werten und Normen im Rahmen einer pragmatischen Philosophie.
In Italien wurde Habermas in den 1970er Jahren als Vertreter der Kritischen Theorie wahrgenommen und seit Beginn der 1980er verlagerte sich das Interesse auf seine Diskurstheorie der Moral. In Frankreich kam es in den 1980er und 1990er Jahren zu Kontroversen mit Vertretern der Postmoderne (Jean-François Lyotard und Jacques Derrida). Anschließend richtete sich das Interesse verstärkt auf Habermas als Rechts- und Staatsphilosoph. Auch in Lateinamerika gilt in den letzten Jahren das Hauptinteresse Jürgen Habermas’ Rechts- und Staatstheorie. Seine auf der Diskurstheorie basierenden Konzepte wurden dort „zu einer Art drittem Weg zwischen den weit verbreiteten konservativen Positionen und den minderheitlichen, aber trotzdem stark präsenten Positionen linksrevolutionärer Bewegungen“. Generell wird heute das spätere Werk Jürgen Habermas’ rezipiert, das er nach seiner Theorie des kommunikativen Handelns publizierte.
Zum 90. Geburtstag wurde Habermas in der Zeit als „berühmtester lebender Philosoph“ weltweit von renommierten und großteils mit ihm persönlich bekannten Kennern seines Werkes gewürdigt. Martin Seel zum Beispiel sieht im emanzipatorischen Potenzial von Sprache einen Grundimpuls von Habermas Denken und zitiert ihn aus dessen Frankfurter Antrittsvorlesung 1968: „Das, was uns aus der Natur heraushebt, ist der einzige Sachverhalt, den wir seiner Natur nach kennen können: die Sprache. Mit ihrer Struktur ist Mündigkeit für uns gesetzt.“ Die von Habermas vertretene Diskursethik übersetze Kants kategorischen Imperativ in ein dialogisches Verfahren. Die Qualität menschlicher Lebensformen bemesse sich folglich danach, „wie in ihnen die Auseinandersetzung um die angemessene Art des Zusammenlebens geführt werden kann“ und wie viele sich daran beteiligen könnten.
Christoph Menke betrachtet Habermas als einen „Denker des Unbedingten“, und zwar der Unbedingtheit von Wahrheit und Gerechtigkeit, in deren transzendierender Kraft die Freiheit bestehe. Doch drohe in seiner Philosophie das Unbedingte ins Gegebene zu kippen und dieses in Gestalt des liberal-demokratischen Rechtsstaats mit seinen Aushandlungsprozessen die Gerechtigkeit ihrer Kraft bzw. ihrer Unbedingtheit zu berauben.
Ulrich Paetzel vergleicht die Position von Habermas mit der von Marx und Adorno und stellt dar, das Marxsche Ziel, die Aufhebung des Kapitalismus schlechthin, reduziere sich bei Habermas auf die „Eindämmung der kolonialisierenden Übergriffe der Systemimperative auf lebensweltliche Bereiche, auf die Intaktheit der Lebenswelt und ihrer Bereiche.“ 
Spricht Marx noch von Revolution, glaubt Adorno zumindest an die Schuldhaftigkeit des kapitalistischen Profit- und Herrschaftsprinzips, ohne mehr eine Revolutionsutopie vorhalten zu können, versucht Habermas, die Lebenswelt vor allen spätkapitalistischen Zugriffsversuchen zu schützen und läuft Gefahr, sich de facto mit den Zwängen der Subsysteme Wirtschaft und Bürokratie abzufinden.
Eva Illouz würdigt Habermas’ „herkulisches Bemühen“, die Grundlagen einer sozialen und moralischen Ordnung zu finden, die auf den Kompetenzen gewöhnlicher Handelnder beruhten, artikuliert aber zugleich die Sorge darüber, „ob die Zustimmung der Massen zu den täglichen Verletzungen der Regeln gewöhnlichen Sprechens durch politische Führer, die das Lügen zu einem neuen politischen Stil erhoben haben, dieses Vertrauen in die Ressourcen der gewöhnlichen Sprache nicht als verfehlt erweist.“ Habermas lasse es an Berücksichtigung der Bedeutung von Gefühlen für die politische Orientierung von Menschen fehlen. Seyla Benhabib teilt Illouz diesbezügliche Besorgnis. Zu Recht könne sich Habermas mit Karl Jaspers den Titel des Weltbürgers teilen. Doch werde seine Idee einer deliberativen Öffentlichkeit mit Beteiligung der Bürger an den Entscheidungsprozessen durch „postfaktische“ Politik grundsätzlich in Frage gestellt.
Die Sekundärliteratur zu Habermas umfasst mehr als 14.000 Bücher und Artikel, darunter viele Doktorarbeiten.

## Mitgliedschaften
Habermas ist gewähltes Mitglied zahlreicher wissenschaftlicher Akademien. Dazu zählen die Deutsche Akademie für Sprache und Dichtung (seit 1983), die American Academy of Arts and Sciences (seit 1984), die Serbische Akademie der Wissenschaften und Künste (seit 1988), die Academia Europaea (seit 1989), die British Academy und die Russische Akademie der Wissenschaften (jeweils seit 1994). Er erhielt Ehrendoktorwürden der New School for Social Research in New York (1981), der Universitäten Jerusalem, Buenos Aires und Hamburg (1989), der Universitäten Utrecht und Northwestern University Evanston (1991), der Universität Athen (1993) und der Universität Tel Aviv (1999).

## Preise und Auszeichnungen
1999 verlieh die Theodor-Heuss-Stiftung Habermas für sein lebenslanges, prägendes Engagement in der öffentlichen Diskussion um die Entwicklung von Demokratie und gesellschaftlichem Bewusstsein den Theodor-Heuss-Preis. 2001 wurde Habermas mit dem Friedenspreis des Deutschen Buchhandels ausgezeichnet, 2003 wurde ihm der Prinz-von-Asturien-Preis verliehen, und 2004 erhielt er für sein Lebenswerk den mit 364.000 Euro dotierten Kyoto-Preis der Inamori-Stiftung des japanischen Kyocera-Konzerns, eine Ehrung für Kultur und Wissenschaft mit internationaler Bedeutung. Habermas ist ferner als zweiter Preisträger mit dem Holberg-Preis der norwegischen Holberg-Stiftung ausgezeichnet worden; die Verleihung fand am 30. November 2005 in Bergen (Norwegen) statt; die mit 570.000 Euro dotierte Auszeichnung wurde ihm für seine „grundlegenden Theorien über Diskurs und kommunikative Aktion“, verliehen. Der Holberg-Gedenkpreis wird seit 2004 für herausragende Arbeiten im Bereich der Geistes-, Sozial- und Rechtswissenschaften vergeben. 2006 wurde ihm der Bruno-Kreisky-Preis für sein „literarisches und publizistisches Gesamtwerk“ verliehen und im November desselben Jahres der Staatspreis des Landes Nordrhein-Westfalen. Der ihm 2015 verliehene Kluge-Preis gilt als der „Nobelpreis der Philosophie“. 2021 sollte Habermas für sein Lebenswerk als „Kulturelle Persönlichkeit des Jahres“ mit dem mit 225.000 Euro dotierten Sheikh Zayed Book Award in den Vereinigten Arabischen Emiraten ausgezeichnet werden. Der Spiegel kritisierte die Auszeichnung, da dort eine Diktatur herrsche. Habermas nahm den Preis zunächst an, gab dann aber am 2. Mai 2021 über den Suhrkamp Verlag bekannt, dass er auf den Preis verzichte. Er habe sich die „sehr enge Verbindung“ der Institution, die die Preise in Abu Dhabi vergebe, mit dem politischen System „nicht hinreichend klargemacht“.
Auflistung
- 1980: Theodor-W.-Adorno-Preis
- 1985: Geschwister-Scholl-Preis für Die neue Unübersichtlichkeit
- 1985: Wilhelm-Leuschner-Medaille
- 1986: Gottfried Wilhelm Leibniz-Preis
- 1987: Sonning-Preis der Universität Kopenhagen
- 1995: Karl-Jaspers-Preis
- 1999: Hessischer Kulturpreis, Theodor-Heuss-Preis
- 2001: Friedenspreis des Deutschen Buchhandels[133]
- 2003: Prinz-von-Asturien-Preis Sozialwissenschaften[134]
- 2004: Kyoto-Preis (50 Mill. Yen, zur Dankesrede siehe Weblinks)
- 2005: Holberg-Preis (520.000 Euro)[135]
- 2006: Bruno-Kreisky-Preis für das politische Buch (zur Dankesrede siehe Weblinks)
- 2006: Ein Asteroid des äußeren Hauptgürtels wird nach ihm benannt: (59390) Habermas
- 2006: Staatspreis des Landes Nordrhein-Westfalen – Ministerpräsident Jürgen Rüttgers begründete die Auszeichnung für Habermas am 7. November 2006 auf dem Petersberg bei Bonn damit, dass der Philosoph „ein großer Denker europäischer Kultur“ sei und „in der Tradition unseres Abendlandes und der Aufklärung“ stehe.
- 2008: Europapreis für politische Kultur der Hans Ringier Stiftung (50.000 Euro).[136]
- 2008: Jaime-Brunet-Preis für Menschenrechte
- 2009: Ehrenbürger der Stadt Starnberg
- 2011: Viktor-Frankl-Preis
- 2012: Georg-August-Zinn-Preis
- 2012: Heinrich-Heine-Preis (Stadt Düsseldorf) und Kultureller Ehrenpreis der Landeshauptstadt München
- 2013: Erasmuspreis[137]
- 2013: Das Glas der Vernunft (Kasseler Bürgerpreis)
- 2015: Kluge-Preis
- 2018: Großer Deutsch-Französischer Medienpreis
- 2021: Sheikh Zayed Book Award in der Kategorie Kulturelle Persönlichkeit des Jahres für sein Lebenswerk – abgelehnt[138]
- 2022: Pour le Mérite für Wissenschaften und Künste[139]
- 2022: Dialektische Medaille[140]
- 2024: Johan-Skytte-Preis[141]
- 2025: Internationaler Antonio-Feltrinelli-Preis

## Schriften

### Monographien (nach erstem Erscheinungsjahr)
- Das Absolute und die Geschichte. Von der Zwiespältigkeit in Schellings Denken. Dissertation Rheinische Friedrich-Wilhelms-Universität Bonn, Philosophische Fakultät, 24. Februar 1954, unter dem Titel: Das Absolute und die Geschichte. Von der Zwiespältigkeit in Schellings Denken. DNB 480463387; Bouvier, Bonn 1954, DNB 451750098, doi:10.11588/diglit.41402, urn:nbn:de:bsz:16-diglit-414021 (Retrodigitalisiertes Exemplar auf digi.ub.uni-heidelberg.de).
- mit Frank Benseler, Ludwig von Friedeburg, Christoph Oehler, Friedrich Weltz: Student und Politik. Eine soziologische Untersuchung zum politischen Bewusstsein Frankfurter Studenten. Luchterhand, Neuwied am Rhein / Berlin 1961, 1967, 3. Auflage 1969 (= Soziologische Texte. Band 18).
- Strukturwandel der Öffentlichkeit. Untersuchungen zu einer Kategorie der bürgerlichen Gesellschaft. Luchterhand, Neuwied am Rhein 1962 bis 1987 (17. Auflage), ISBN 3-472-61025-5; 1. bis 5. Auflage der Neuauflage, Suhrkamp, Frankfurt am Main 1991 bis 1995, ISBN 3-518-28491-6 (= Suhrkamp-Taschenbuch Wissenschaft. Band 891, zugleich Habilitationsschrift Philipps-Universität Marburg 1961).
  - Vorwort zur Neuauflage 1990. In: Strukturwandel der Öffentlichkeit. Untersuchungen zu einer Kategorie der bürgerlichen Gesellschaft. Suhrkamp, Frankfurt am Main 1991, S. 11–50.
- Theorie und Praxis. Sozialphilosophische Studien. Luchterhand, Neuwied am Rhein 1963, ISBN 978-3-518-27843-7; Neuauflage: Suhrkamp Taschenbuch 9, Frankfurt am Main 1971, ISBN 3-518-06509-2.
- Erkenntnis und Interesse. Suhrkamp, Frankfurt am Main 1968; Neuauflage mit einem neuen Nachwort 1994, ISBN 3-518-06731-1.
- Technik und Wissenschaft als „Ideologie“. Suhrkamp, Frankfurt am Main 1968, ISBN 3-518-10287-7.
- Protestbewegung und Hochschulreform. Suhrkamp, Frankfurt am Main 1969. Broschiert in 2008: ISBN 978-3-518-41984-7.
- Zur Logik der Sozialwissenschaften. Beiheft 5 der: Philosophischen Rundschau. Tübingen 1967, NA: Suhrkamp, Frankfurt am Main 1970; 5., erweiterte Auflage 1982, ISBN 3-518-28117-8.
- mit Niklas Luhmann: Theorie der Gesellschaft oder Sozialtechnologie. Was leistet die Systemforschung? Suhrkamp, Frankfurt am Main 1971, ISBN 978-3-518-06358-3.
- Philosophisch-politische Profile. Suhrkamp, Frankfurt am Main 1971; erweiterte Neuauflage 1991, ISBN 978-3-518-28259-5.
- Kultur und Kritik. Verstreute Aufsätze. Suhrkamp, Frankfurt am Main 1973, ISBN 978-3-518-36625-7.
- Legitimationsprobleme im Spätkapitalismus. Suhrkamp, Frankfurt am Main 1973, ISBN 3-518-10623-6.
- Zur Rekonstruktion des Historischen Materialismus. Suhrkamp, Frankfurt am Main 1976, ISBN 3-518-27754-5.
- Politik, Kunst, Religion. Essays über zeitgenössische Philosophen. Stuttgart 1978, ISBN 3-15-009902-1.
- Theorie des kommunikativen Handelns. Band 1: Handlungsrationalität und gesellschaftliche Rationalisierung. Band 2: Zur Kritik der funktionalistischen Vernunft. Suhrkamp, Frankfurt am Main 1981, ISBN 3-518-28775-3.
- Kleine politische Schriften I–IV. Suhrkamp, Frankfurt am Main 1981, ISBN 978-3-518-56560-5, 2001: ISBN 978-3-518-06561-7.
- Moralbewusstsein und kommunikatives Handeln. Suhrkamp, Frankfurt am Main 1983, ISBN 3-518-28022-8.
- Vorstudien und Ergänzungen zur Theorie des kommunikativen Handelns. Suhrkamp, Frankfurt am Main 1984, ISBN 978-3-518-28776-7.
- Die neue Unübersichtlichkeit. Kleine Politische Schriften V. Suhrkamp, Frankfurt am Main 1985, ISBN 3-518-11321-6.
- Der philosophische Diskurs der Moderne. Suhrkamp, Frankfurt am Main 1985, ISBN 3-518-57722-0.
- Eine Art Schadensabwicklung. Kleine Politische Schriften VI. Suhrkamp, Frankfurt am Main 1987, ISBN 978-3-518-11453-7.
- Nachmetaphysisches Denken. Philosophische Aufsätze. Suhrkamp, Frankfurt am Main 1988, ISBN 978-3-518-28604-3.
- Die nachholende Revolution. Kleine politische Schriften VII. Suhrkamp, Frankfurt am Main 1990, ISBN 978-3-518-11633-3.
- Die Moderne – Ein unvollendetes Projekt. Philosophisch-politische Aufsätze. Leipzig 1990, ISBN 978-3-379-00658-3.
- Erläuterungen zur Diskursethik. Suhrkamp, Frankfurt am Main 1991, ISBN 978-3-518-28575-6.
- Texte und Kontexte. Suhrkamp, Frankfurt am Main 1991, ISBN 978-3-518-28544-2.
- Vergangenheit als Zukunft? Das alte Deutschland im neuen Europa? Ein Gespräch mit Michael Haller. Pendo, Zürich 1991, ISBN 978-3-85842-251-4.
- Faktizität und Geltung. Beiträge zur Diskurstheorie des Rechts und des demokratischen Rechtsstaates. Suhrkamp, Frankfurt am Main 1992, ISBN 3-518-28961-6.
- Die Normalität einer Berliner Republik. Kleine Politische Schriften VIII. Suhrkamp, Frankfurt am Main 1995, ISBN 978-3-518-11967-9.
- Die Einbeziehung des Anderen. Studien zur politischen Theorie. Suhrkamp, Frankfurt am Main 1996, ISBN 3-518-29044-4.
- Vom sinnlichen Eindruck zum symbolischen Ausdruck. Philosophische Essays. Suhrkamp, Frankfurt am Main 1997, ISBN 3-518-22233-3.
- Die postnationale Konstellation. Politische Essays. Suhrkamp, Frankfurt am Main 1998, ISBN 978-3-518-12095-8.
- Wahrheit und Rechtfertigung. Philosophische Aufsätze. Suhrkamp, Frankfurt am Main 1999, ISBN 978-3-518-29323-2.
- Zeit der Übergänge. Kleine Politische Schriften IX. Suhrkamp, Frankfurt am Main 2001, ISBN 978-3-518-12262-4.
- Die Zukunft der menschlichen Natur. Auf dem Weg zu einer liberalen Eugenik? Suhrkamp, Frankfurt am Main 2001, ISBN 978-3-518-29344-7.
- Kommunikatives Handeln und detranszendentalisierte Vernunft. Reclam, Stuttgart 2001, ISBN 3-15-018164-X.
- Der gespaltene Westen. Kleine politische Schriften X. Suhrkamp, Frankfurt am Main 2004, ISBN 3-518-12383-1.
- Zwischen Naturalismus und Religion. Philosophische Aufsätze. Suhrkamp, Frankfurt am Main 2005, ISBN 3-518-58447-2.
- Ach, Europa. Kleine politische Schriften XI. Suhrkamp, Frankfurt am Main 2008, ISBN 3-518-12551-6.
- mit Frank-Walter Steinmeier: European Prospects / Europäische Perspektiven. Klartext, Essen 2008, ISBN 978-3-89861-964-6.
- Philosophische Texte. 5 Bände, Studienausgabe, Suhrkamp, Frankfurt am Main 2009, ISBN 978-3-518-58515-3. Inhaltsverzeichnis
- Zur Verfassung Europas. Ein Essay. Suhrkamp, Berlin 2011, ISBN 978-3-518-06214-2.
- Nachmetaphysisches Denken II. Aufsätze und Repliken. Suhrkamp, Berlin 2012, ISBN 978-3-518-58581-8.
- Im Sog der Technokratie. Kleine politische Schriften XII. Suhrkamp, Berlin 2013, ISBN 978-3-518-12671-4.
- Auch eine Geschichte der Philosophie. Band 1: Die okzidentale Konstellation von Glauben und Wissen; Band 2: Vernünftige Freiheit. Spuren des Diskurses über Glauben und Wissen. Suhrkamp, Berlin 2019, ISBN 978-3-518-58734-8.
- Ein neuer Strukturwandel der Öffentlichkeit und die deliberative Politik. Suhrkamp, Berlin 2022, ISBN 978-3-518-58790-4.
- „Es musste etwas besser werden …“. Gespräche mit Stefan Müller-Doohm und Roman Yos. Suhrkamp, Berlin 2024, ISBN 978-3-518-58819-2.

### Als Herausgeber
1979 in Edition suhrkamp:
- Stichworte zur geistigen Situation der Zeit – 1. Band: Nation und Republik.
- Stichworte zur geistigen Situation der Zeit – 2. Band: Politik und Kultur.

### Biographie
- Philipp Felsch: Der Philosoph: Habermas und wir | Ein neuer Blick auf einen der weltweit einflussreichsten Intellektuellen der Nachkriegszeit. Popyläen: Berlin 2024.
- Stefan Müller-Doohm: Jürgen Habermas. Eine Biographie. Suhrkamp, Berlin 2014, ISBN 978-3-518-42433-9.
- Matthew Specter: Habermas: An Intellectual Biography. Cambridge University Press, Cambridge 2010, ISBN 978-0-521-73831-6.
- Rolf Wiggershaus: Jürgen Habermas. Rowohlt, Reinbek bei Hamburg 2004, ISBN 3-499-50644-0.

### Einführungen
- James Bohman, William Rehg (2011): Jürgen Habermas. In: Edward N. Zalta (Hrsg.): Stanford Encyclopedia of Philosophy.
- Hauke Brunkhorst: Habermas. Reclam, Leipzig / Stuttgart 2006, ISBN 978-3-379-20309-8.
- Hauke Brunkhorst, Regina Kreide, Christina Lafont (Hrsg.): Habermas-Handbuch. Leben – Werk – Wirkung. Metzler, Stuttgart 2009, ISBN 978-3-476-02239-4.
- Andrew Edgar: The philosophy of Habermas. Acumen, Chesham 2005, ISBN 1-902683-94-3.
- Andrew Edgar: Habermas. The Key Concepts. Routledge, London / New York 2006, ISBN 0-415-30379-6.
- Jens Greve: Jürgen Habermas. Eine Einführung. UTB / UVK-Verlagsgesellschaft, Konstanz 2009, ISBN 978-3-8252-3227-6.
- Axel Honneth: Jürgen Habermas. In: Klassiker der Soziologie. Band II: Von Talcott Parsons bis Anthony Giddens. Hrsg. von Dirk Kaesler, 5. Auflage, Beck, München 2007, ISBN 978-3-406-42089-4, S. 265–288.
- Detlef Horster: Jürgen Habermas zur Einführung. 3. Auflage, Junius, Hamburg 2006, ISBN 3-88506-349-2.
- Mattias Iser, David Strecker: Jürgen Habermas zur Einführung. Junius, Hamburg 2010, ISBN 978-3-88506-668-2.
- Stefan Müller-Doohm: Jürgen Habermas. Suhrkamp, Frankfurt am Main 2008, ISBN 978-3-518-18238-3 (= Suhrkamp BasisBiographie, Band 38).
- Alessandro Pinzani: Jürgen Habermas. Beck, München 2007, ISBN 978-3-406-54764-5 (= Beck'sche Reihe. Band 576 Denker).
- Walter Reese-Schäfer: Jürgen Habermas. Campus-Einführungen. Campus, Frankfurt am Main 2001, ISBN 3-593-36833-1.
- Georg Römpp: Habermas leicht gemacht. UTB 4425. Böhlau, Köln 2015, ISBN 978-3-8252-4425-5.
- Christian Thein: Habermas und die Genealogie nachmetaphysischen Denkens. Felix Meiner Verlag, Hamburg 2024, ISBN 978-3-7873-4542-7.

### Weiterführendes
- Franz Maciejewski (Hrsg.): Theorie der Gesellschaft oder Sozialtechnologie. Beiträge zur Habermas-Luhmann-Diskussion (= Theorie-Diskussion Supplement. Band 1), Suhrkamp, Frankfurt am Main 1973, ISBN 3-518-06101-1.
- Thomas A. McCarthy: Kritik der Verständigungsverhältnisse. Zur Theorie von Jürgen Habermas. Suhrkamp, Frankfurt am Main 1989, ISBN 3-518-28382-0.
- Edmund Arens (Hrsg.): Habermas und die Theologie. Patmos, Düsseldorf 1989, ISBN 3-491-71087-1.
- Hartmuth Becker: Die Parlamentarismuskritik bei Carl Schmitt und Jürgen Habermas (= Beiträge zur politischen Wissenschaft. Band 74). Duncker & Humblot, Berlin 1994, ISBN 3-428-07979-5 (2. Auflage 2003).
- Matthias Restorff: Die politische Theorie von Jürgen Habermas. Tectum, Marburg 1997, ISBN 978-3-89608-768-3.
- Pier Luigi Lecis: Cultura, mente, società. Habermas, Popper e le strutture dell’universo culturale. Franco Angeli, Milano 2004, ISBN 88-464-5462-6 (italienisch).
- Pieter Duvenage: Habermas and Aesthetics. The Limits of Communicative Reason. Polity Press, Cambridge 2003, ISBN 0-7456-1597-X (englisch).
- Michael Funken (Hrsg.): Über Habermas. Gespräche mit Zeitgenossen. Wissenschaftliche Buchgesellschaft, Darmstadt 2008, ISBN 978-3-534-20791-6.
- Smail Rapic (Hrsg.): Habermas und der Historische Materialismus. 2. Auflage, Alber, Freiburg im Breisgau, 2015, ISBN 978-3-495-48566-8.
- Klaus Viertbauer, Franz Gruber (Hrsg.): Habermas und die Religion. Wissenschaftliche Buchgesellschaft, Darmstadt 2017, ISBN 978-3-534-26888-7. (2., korrigierte und erweiterte Auflage 2019).
- Fabrizio Micalizzi: Habermas und die Europäische Union. Perspektiven für eine Legitimationssteigerung der europäischen Institutionen. Nomos, Baden-Baden 2017, ISBN 978-3-8487-3768-0.
- Tobias Renner: Postsäkulare Gesellschaft und Religion. Zum Spätwerk von Jürgen Habermas (= Freiburger theologische Studien, Bd. 183). Herder, Freiburg/Br. 2017, ISBN 978-3-451-37784-6.
- Roman Yos: Der junge Habermas. Eine ideengeschichtliche Untersuchung seines frühen Denkens 1952–1962. Suhrkamp, Frankfurt an Main 2019, ISBN 978-3-518-29878-7.
- Martin Breul: Diskurstheoretische Glaubensverantwortung. Konturen einer religiösen Epistemologie in Auseinandersetzung mit Jürgen Habermas. Regensburg 2019, ISBN 978-3-7917-3049-3.
- Habermas global. Wirkungsgeschichte eines Werks. hrsg. von Luca Corchia, Stefan Müller-Doohm und William Outhwaite, suhrkamp, Berlin 2019, ISBN 978-3-518-29879-4.
- H wie Habermas, Zeitschrift für Ideengeschichte Heft XV/3 Herbst 2021.
- Klaus Viertbauer: Religion und Lebensform. Religiöse Epistemologie im Anschluss an Jürgen Habermas. Friedrich Pustet, Regensburg 2022, ISBN 978-3-7917-3374-6.
- Philipp Felsch: Der Philosoph. Habermas und wir. Propyläen, Berlin 2024, ISBN 978-3-549-10070-7.[142]
- Stefan Müller-Doohm, Smail Rapic und Tilo Wesche (Hrsg.), unter redaktioneller Mitarbeit von Niklas Angebauer: Vernünftige Freiheit. Beiträge zum Spätwerk von Jürgen Habermas. Suhrkamp, Berlin 2024, ISBN 978-3-518-30020-6.

### Kritische Beiträge (Auswahl)
- Hans Albert: Kritische Vernunft und menschliche Praxis. Mit einer autobiographischen Einleitung. Reclam, Stuttgart 1977, ISBN 3-15-009874-2.
- Richard Albrecht: "Weltmacht Habermas". Mikroempirische Untersuchung zur Habermas-Rezeption in der deutsch(sprachig)en Netzenzyklopädie Wikipedia. In: Tönnies-Forum, 28 (2009) 2, S. 5–25
- Richard Albrecht: Si tacuisses, philosophus mansisses … Jürgen Habermas und die €uro-Frage. In: soziologie heute, 5 (2012) 26: 38–40.
- Heide Berndt: Geschichte und Eigensinn. Was heißt kritische Theorie der Gesellschaft heute? Keine Laudatio auf den kritischen Theoretiker Jürgen Habermas. In: Studien von Zeitfragen. 34, 2000; zuerst in: die tageszeitung. 5. August 1989, S. 13 f.
- Gerhard Bolte (Hrsg.): Unkritische Theorie. Gegen Habermas. Zu Klampen, Lüneburg 1989, ISBN 3-924245-11-8.
- Mathias Brodkorb (Hrsg.): Singuläres Auschwitz? Ernst Nolte, Jürgen Habermas und 25 Jahre Historikerstreit. Adebar-Verlag, Banzkow 2011, ISBN 978-3-9809375-9-7.
- Andreas Dorschel: Handlungstypen und Kriterien. Zu Habermas’ „Theorie des kommunikativen Handelns“. In: Zeitschrift für philosophische Forschung. 44, 1990, H. 2, S. 220–252.
- Paolo Flores d’Arcais: Elf Thesen zu Habermas. Die Weltreligionen sind mächtig genug. Deshalb ist es ein Fehler, wenn Philosophen sie als Sinn-Ressource der Demokratie feiern. In: Die Zeit. Nr. 48, 22. November 2007.
- Dirk Fetzer: Theorie des kommunikativen Handelns. Ihre Haupt-Felleistung. In: Mächtige sind Wir. Königshausen & Neumann, Würzburg 2018, S. 475–500, ISBN 978-3-8260-6258-2.
- Gotthard Günther: Kritische Bemerkungen zur gegenwärtigen Wissenschaftstheorie. Aus Anlaß von Jürgen Habermas: Zur Logik der Sozialwissenschaften (PDF; 108 kB). In: Soziale Welt. 19, 1968, S. 328–341.
- Dieter Henrich: Was ist Metaphysik, was Moderne? Thesen gegen Habermas. In: Merkur. 40 H. 448, 1986, S. 495–508.
- Jürgen Klein: Theoriengeschichte als Wissenschaftskritik. Zur Grundlagenkrise der Literaturwissenschaft in Deutschland. Forum Academicum, Meisenheim 1980 (Monographien zur philosophischen Forschung, Band 201); Neuauflage: Weilerswist 2022: Velbrück Wissenschaft.
- Jürgen Klein: Beyond Hermeneutics. Zur Philosophie der Literatur- und Geisteswissenschaften. Die Blaue Eule, Essen 1985, ISBN 3-924368-65-1.
- Reinhart Maurer: Jürgen Habermas’ Aufhebung der Philosophie. In: Philosophische Rundschau. Beiheft 8. J.C.B. Mohr, Tübingen 1977, ISBN 3-16-839631-1.
- Horst Müller: Das Konzept PRAXIS im 21. Jahrhundert. Karl Marx und die Praxisdenker, das Praxiskonzept in der Übergangsperiode und die latent existierende Systemalternative. BoD-Verlag, Norderstedt, 2015, ISBN 978-3-7386-4684-9, S. 191 ff; auszugsweise als Sonderdruck: Jürgen Habermas: Neue Dualismen und Normativismus. S. 16 ff (online (PDF; 0,4 MB), zuletzt abgerufen am 7. März 2019).
- Ulrich Müller: Hermeneutik als Modernitätskritik. Kritische Bemerkungen zur Postmodernismus-Debatte aus Anlaß zweier neuer Bücher von Jürgen Habermas: Der philosophische Diskurs der Moderne u. a. In: Philosophisches Jahrbuch 94/1 (1987), S. 209–221.
- Herbert Schnädelbach: Transformation der kritischen Theorie. Zu Jürgen Habermas’ „Theorie des kommunikativen Handelns“: In: Philosophische Rundschau. 1982, wiederabgedruckt in ders.: Vernunft und Geschichte. Vorträge und Abhandlungen. Frankfurt am Main 1987, ISBN 3-518-28283-2.
- Uwe Steinhoff: Kritik der kommunikativen Rationalität. Eine Darstellung und Kritik der kommunikationstheoretischen Philosophie von Jürgen Habermas und Karl-Otto Apel. Mentis, Paderborn 2006, ISBN 3-89785-473-2.
- Sibylle Tönnies: Des Kaisers neue Kleider – keine Hommage. Zum 80. Geburtstag von Jürgen Habermas. Deutschlandfunk, 7. Juni 2009, gedruckt in: Tönnies-Forum. 18. Jg. 2009, Heft 2, S. 26–36.

### Bibliographien
- Literatur von und über Jürgen Habermas im Katalog der Deutschen Nationalbibliothek
- Jürgen Habermas im Katalog der ZBW – Leibniz-Informationszentrum Wirtschaft (ZBW)
- Kurzbiografie und Rezensionen zu Werken von Jürgen Habermas bei Perlentaucher
- Habermas Forum mit aktualisierter Bibliografie von Thomas Gregersen, Sekundärliteratur und Linksammlung (englisch)
- Luca Corchia: Jürgen Habermas. A Bibliography. 1. Works of Jürgen Habermas (1952–2018). Department of Political Science, Pisa, Società di Teoria Critica, Rom 2019, 177 S.
- Luca Corchia: Jürgen Habermas. A bibliography. 2. Studies on Jürgen Habermas (1962–2015), Department of Political Science, Pisa, Società di Teoria Critica, Rom 2016, 502 S.

### Videos
- Interview mit Habermas auf YouTube (englisch, 4:56 min)
- The Kantian Project of Cosmopolitan Law auf YouTube – Vortrag an der Purdue University (9:55 min)
- Von den Weltbildern zur Lebenswelt – XXI. Deutscher Kongress für Philosophie 2008.
- „Noch einmal: Zum Verhältnis von Moralität und Sittlichkeit“ – Vortrag von Jürgen Habermas zum 90. Geburtstag am 19. Juni 2019 an der Goethe-Universität Frankfurt am Main auf YouTube

### Texte
- Verzeichnis von Habermas’ Texten, die online frei abrufbar sind, im Habermas-Forum von Thomas Gregersen
- Der Aufklärer Jürgen Habermas: Alle „Blätter“-Texte in einem Band. (PDF; 2,6 MB) In: Blätter für deutsche und internationale Politik. 19. Februar 2014 (inkl. Theorie und Praxis: Jürgen Habermas zum 80. Blätter für deutsche und internationale Politik 6/2009, S. 39–63).